# Nord-Pas-de-Calais
1972–2015
Entités suivantes :
- Hauts-de-France

Le Nord-Pas-de-Calais est une ancienne région française. Elle était bordée au sud par l'ancienne région Picardie, au nord-est par la Belgique et à l'ouest et au nord par la Manche et la mer du Nord. Elle était composée de deux départements, le Nord et le Pas-de-Calais. Avec 326 hab/km2, elle comptait parmi les régions d'Europe les plus densément peuplées.
Elle était administrée par le conseil régional du Nord-Pas-de-Calais et une préfecture de région, tous deux basés à Lille ; le conseil régional était assisté d'un conseil économique, social et environnemental régional (CESER). Cette région, qui fut autrefois minière, était au moment de sa disparition encore très industrialisée et cultivée sur 75 % de son territoire.
Les anciennes provinces composant le Nord-Pas-de-Calais sont, principalement, la Flandre (française), l'Artois (comprenant les Flandres artésiennes autour de Béthune et Saint-Omer) le Cambrésis, le Hainaut (français) et la Picardie (Boulonnais et Calaisis, séparés du reste de la Picardie lors de la création des régions), désignations qui restent très courantes encore aujourd'hui. À l'exception de la partie picarde, la région faisait partie autrefois des Pays-Bas méridionaux et des Pays-Bas espagnols, d'où la forte influence belge et néerlandaise encore présente aujourd'hui sur ce territoire, qui ne devint français qu'en 1713 sous le nom de Pays-Bas français. Jusqu'en 1973, « Nord » désignait aussi la région, comme le département.
Dans le cadre de la réforme territoriale, le Nord-Pas-de-Calais a fusionné avec la région Picardie le 1er janvier 2016. Le nom de cette nouvelle région est Hauts-de-France.

## Géographie

### Localisation

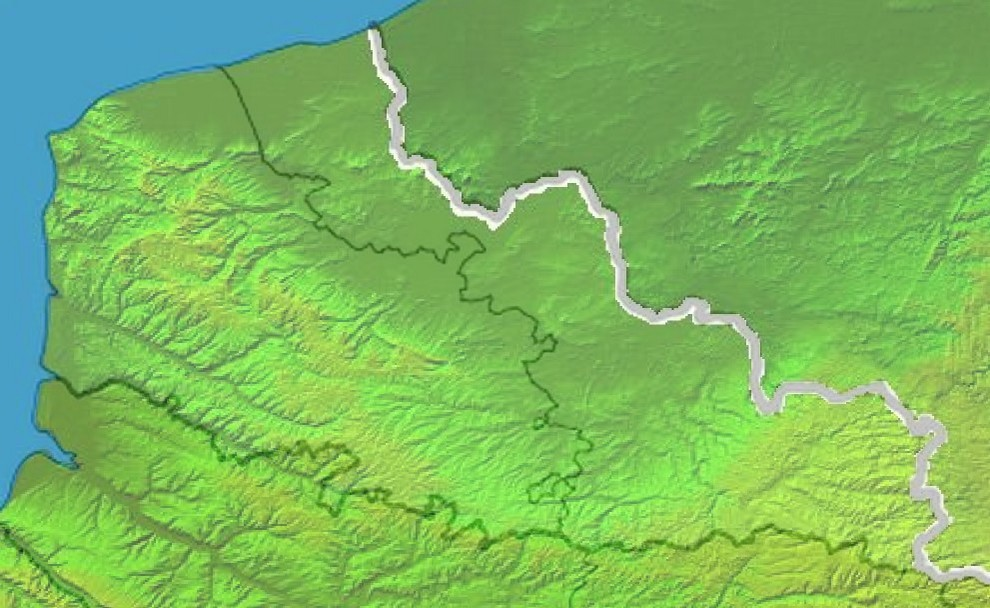
Situation géographique du Nord-Pas-de-Calais.

Le Nord-Pas-de-Calais était situé à l'extrême nord du territoire de la France : la commune de Bray-Dunes (51° 05′ N, 2° 32′ E) en était le point le plus septentrional, tous territoires confondus. La région était composée des deux départements du Nord et du Pas-de-Calais. Ces derniers sont eux-mêmes composés des comtés historiques d'Artois, de Boulogne, et d'une partie des comtés de Flandre et de Hainaut.
Étendue entre les 50e et 51e parallèles nord, la région s'étendait sur 12 414 km2 de superficie, soit 2,35 % du territoire français. Comme le reste de la France métropolitaine, elle se situait sur le fuseau horaire de l'heure normale d'Europe centrale (UTC+01:00) et lors du passage à l'heure d'été elle se situait sur le fuseau horaire de l'heure d'été d'Europe centrale (UTC+02:00).
La Manche à l'ouest et la mer du Nord au nord bordent la Côte d'Opale, sur 140 kilomètres,. Du côté terrestre, de Bray-Dunes à l'extrême nord-est, à Anor à l'extrême sud-est, la région est frontalière à la Belgique sur 350 kilomètres. De l'autre côté du pas de Calais se situe le Kent dans le Royaume-Uni à 35 kilomètres. Au sud, seuls les départements de la Somme et de l'Aisne de l'ancienne région Picardie étaient frontaliers avec la région Nord-Pas-de-Calais.

### Relief et paysages

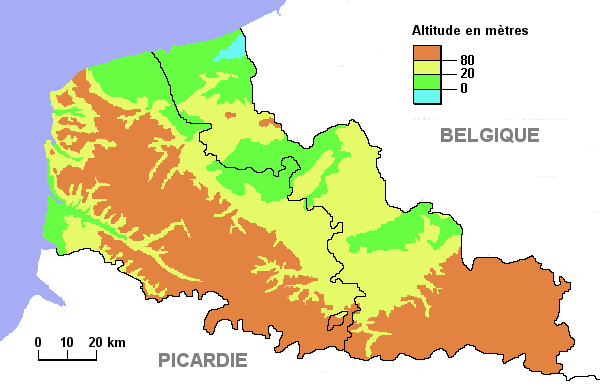
Relief du Nord-Pas-de-Calais.

La région avait des traits morphologiques et des unités paysagères bien marqués mais aussi fortement marqués par les aménagements et le travail du sol faits par l'Homme depuis la préhistoire,. L'atlas régional des paysages a subdivisé le paysage régional en 21 grands paysages régionaux, en y intégrant une approche culturelle. Cet atlas de paysages s'intègre ainsi dans l'application de la Convention européenne du paysage.
Les reliefs de la région sont variables : certaines zones sont plates comme la métropole lilloise et le Dunkerquois tandis que d'autres sont très vallonnées comme le Boulonnais. Le paysage du bassin minier (autour de Béthune, Lens, Douai et Valenciennes) est marqué par les terrils des houillères locales.

### Géologie

Localisation du bassin minier du Nord-Pas-de-Calais.

Les formations crétacées affleurent 60 % du territoire de la région. Celles-ci s'ouvrent à l'ouest sur les formations jurassiques et paléozoïques de la boutonnière du Boulonnais, tandis que le nord-est de la région date de l'éocène.
Le sous-sol d'une partie de la région est riche en charbon, constituant le bassin houiller du Nord-Pas-de-Calais qui se prolonge en Belgique.

### Climat
La région était la plus septentrionale de France, mais son climat n'est pas le plus froid. Il existe des contrastes climatiques importants au sein de la région : le caractère océanique étant plus marqué sur les côtes que dans les terres et les reliefs étant les plus arrosés par les précipitations.
Sur les côtes de la Manche et de la Mer du Nord, le climat est dit océanique. Les amplitudes thermiques sont faibles, ce qui donne des hivers relativement doux et peu enneigés et des étés frais. Le temps est variable à cause des vents, très fréquents et parfois violents, qui influencent le climat en fonction de leur direction. Les vents d'ouest apportent un air relativement pur.
En s'éloignant des côtes, le climat garde les mêmes caractéristiques que celui des côtes, tout en se rapprochant progressivement du climat continental, avec moins de vent, des écarts de température plus marqués et des jours de gelée et de neige plus nombreux.

### Urbanisation
Le Nord-Pas-de-Calais était l'une des régions les plus urbanisées de France. L'urbanisation du territoire était particulièrement marquée à l'est d'une ligne reliant Calais et Arras, tandis que le territoire à l'ouest de cette ligne était davantage rural et agricole.
En 2005, 75 % des habitants de la région vivaient en milieu urbain, et plus d'un habitant sur deux vivaient dans une agglomération de plus de 100 000 habitants. Au 1er janvier 2008, la région compte 4,04 millions d'habitants.

#### Villes
| \| Lille Roubaix Dunkerque Tourcoing Calais Villeneuve-d'Ascq Boulogne-sur-Mer Valenciennes Douai Wattrelos Arras Marcq-en-B. Lens Cambrai Liévin Maubeuge \| Carte des villes les plus peuplées du Nord-Pas-de-Calais. |
| Lille Roubaix Dunkerque Tourcoing Calais Villeneuve-d'Ascq Boulogne-sur-Mer Valenciennes Douai Wattrelos Arras Marcq-en-B. Lens Cambrai Liévin Maubeuge                                                                 |

| 1               | Lille             | Nord          | 228 652 |
| 2               | Roubaix           | Nord          | 94 536  |
| 3               | Tourcoing         | Nord          | 92 707  |
| 4               | Dunkerque         | Nord          | 90 995  |
| 5               | Calais            | Pas-de-Calais | 72 589  |
| 6               | Villeneuve-d'Ascq | Nord          | 62 308  |
| 7               | Valenciennes      | Nord          | 42 989  |
| 8               | Boulogne-sur-Mer  | Pas-de-Calais | 42 785  |
| 9               | Douai             | Nord          | 41 732  |
| 10              | Wattrelos         | Nord          | 41 633  |
| 11              | Arras             | Pas-de-Calais | 41 239  |
| 12              | Marcq-en-Barœul   | Nord          | 39 600  |
| 13              | Cambrai           | Nord          | 32 847  |
| 14              | Lens              | Pas-de-Calais | 32 663  |
| 15              | Liévin            | Pas-de-Calais | 31 580  |
| 16              | Maubeuge          | Nord          | 30 994  |
| Source : Insee, |                   |               |         |

#### Aires urbaines

Carte des aires urbaines de la région.
En orange, les communes monopolarisées et en rouge les pôles urbains.

| 1              | 4  | Lille Métropole          | 1 163 934 |
| 2              | 15 | Douai-Lens               | 546 294   |
| 3              | 26 | Valenciennes Métropole   | 399 677   |
| 4              | 27 | Béthune                  | 365 513   |
| 5              | 38 | Dunkerque Grand Littoral | 259 134   |
| 6              | 59 | Boulogne-sur-Mer         | 134 244   |
| 7              | 61 | Maubeuge                 | 131 760   |
| 8              | 62 | Arras                    | 128 558   |
| 9              | 63 | Calais                   | 126 618   |
| Source : Insee |    |                          |           |

### Axes de communication et transports

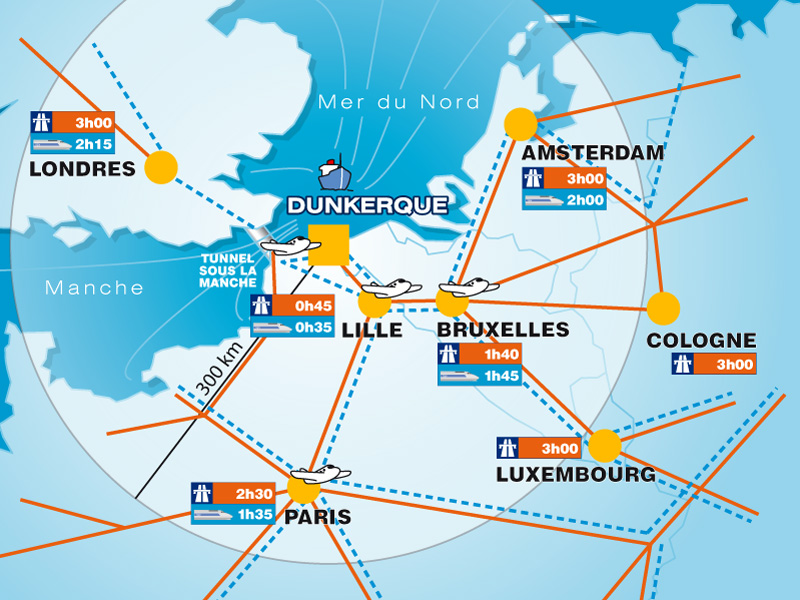

Carte des infrastructures routières et ferroviaires du Nord-Pas-de-Calais.

La région, très industrielle et très urbanisée, possède un réseau routier dense. Dès l'époque romaine elle comptait un réseau important de voies romaines.
Les canaux et voies navigables s'y sont également développés, surtout à partir du XVIIe siècle et lors de l'avènement de l'industrie houillère et métallurgique, au point de devenir le réseau de voies navigables le plus dense de France (2 200 km de canaux existent dans l'espace transfrontalier avec la Belgique, ce qui représente autant que la totalité des canaux navigables des Pays-Bas). Un axe fluvial à grand gabarit de 3000 tonnages assure la liaison Dunkerque-Escaut
L'une des premières grandes autoroutes de France y a été construite (l'autoroute française A1), cependant postérieure à l'A13. Depuis, la région est aussi traversée par l'A2, l'A16, l'A21, l'A22, l'A23, l'A25, A26 et l'A27. Au début des années 1990, la troisième ligne TGV (LGV Nord) relie Lille à Paris et au sud-est de la France, ainsi qu'au Benelux et à Londres.
La région est l'une de celles où le train express régional (TER) est le plus utilisé (10 % des voyages, soit près de 112 000 voyageurs). En février 2010, outre l'Observatoire des transports, pour faciliter les échanges dans la région, quatorze autorités organisatrices des transports se sont associées pour former le Syndicat mixte intermodal régional des transports (SMIRT). En 2013 - 2014, un ticket unique, appelé carte Pass Pass, a été mis en place sur la totalité de la région dans le même genre que la carte Navigo en Île-de-France.
Avec trois grands ports littoraux et plusieurs ports fluviaux, le tunnel sous la Manche et un réseau routier parmi les plus denses du monde, la logistique tient dans cette région une grande place. Selon la DDE, en mars 2007, il existait 4 299 établissements de transport routier et commissionnaires (établissements secondaires inclus), essentiellement situées dans l'arrondissement de Lille et de l'Artois-Ternois, puis à Dunkerque, Lens-Liévin, dans le Douaisis et le Cambrésis et enfin dans le Calaisis, le secteur Béthune-Bruay-la-Buissière, le Douaisis et en Sambre - Avesnois. Elles étaient moins nombreuses dans les arrondissements de Flandre-Lys, Saint-Omer, Boulonnais et Berck-Montreuil.
Le trafic routier tend à diminuer en centre-ville[réf. souhaitée], mais a beaucoup augmenté sur les grands axes entre 1998, à la date de la dernière enquête sur ce sujet, et 2007 avec une croissance moyenne d’environ 2,3 par an et un ralentissement ensuite. Plus particulièrement, le trafic fret a diminué en 2009 à Dunkerque mais au contraire augmenté à Calais et Boulogne-sur-Mer, alors que le trafic fluvial diminuait légèrement. Eurotunnel notait une activité de passagers stable, mais une diminution du fret, probablement due à la crise économique de 2008. En 2009, le fret aérien a diminué, alors que le nombre de passagers repartait à la hausse. Les transports en commun urbains ont emporté 2,3 % de plus qu'en 2008 et sur les autoroutes, l'Insee note un recul du trafic poids-lourds. Le nombre de véhicules diminue en ville, et globalement, les véhicules sont moins émetteurs de CO2, mais les courtes distances sont en augmentation, avec alors un pot catalytique qui fonctionne mal.

## Histoire
Si la région n'a été créée officiellement qu'en 1955 et l’appellation Nord-Pas-de-Calais ne date que de 1973, son territoire n'en garde pas moins une histoire très riche.

### Appartenance culturelle
Bien que le Nord-Pas-de-Calais est divisé avant la révolution en entités politiques distinctes, l'on relate la présence de deux régions culturelles sur son territoire, ne faisant pas écho aux divisions politiques, la Picardie et les Flandres ;

#### La Picardie
Le territoire culturel picard est bien plus vaste que la région administrative ou que l'ancienne province, il ne comprend pas seulement Boulogne et Calais.
De nombreuses villes du Nord-Pas-de-Calais sont dites de Picardie dès le Moyen Âge, Barthélémy l'Anglais, dans son encyclopédie inclut alors les villes d'Amiens, Arras, Beauvais et Tournai en Picardie, il mentionne aussi le Hainaut.

Arras, est l'une des villes du Nord-Pas-de-Calais, les plus souvent comprise en Picardie, la ville est par exemple connue pour être le berceau de la culture littéraire picarde, avec ses trouvères comme Jean Bodel ou Adam de la Halle. Ce qui en fait pour certains la capitale littéraire de la Picardie, ou encore la clé de voute de l'identité picarde.

« grand plaisir à voir draps et hautes lices ouvrés à Arras en Picardie »

— Jean Froissart, Chroniques
Au XVe siècle, le poète François Villon parle de « Picardes de Valenciennes ».

#### Les Flandres

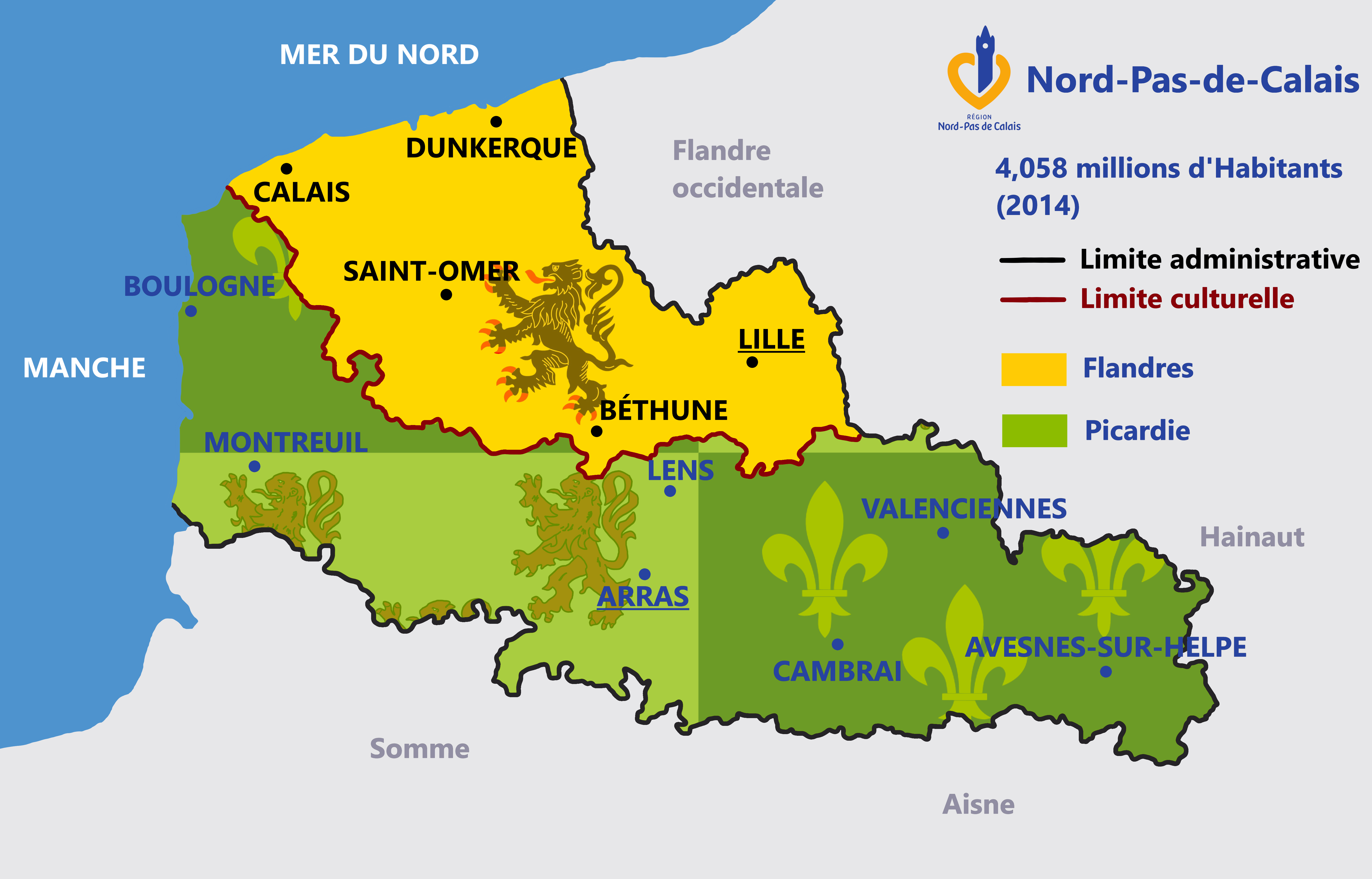
Carte des régions culturelles du Nord-Pas-de-Calais.

En plus de la province de Flandre française, des territoires situés politiquement en Artois sont dits flamands, c'est le cas des environs de Béthune, Saint-Omer et Aire-sur-la-Lys que l'on nomme Artois flamand.
On relate alors plusieurs territoires nommés flamands :
- Flandre maritime (Dunkerque et ses alentours)
- Flandre lilloise (arrondissement de Lille)
- Artois flamand (autour de Béthune, Saint-Omer, Aire-sur-la-Lys)

Jusqu'aux VIIe – VIIIe siècles, ces Flandres artésiennes étaient de langue thioise (bas-francique, ancêtre du flamand) mais la région a très tôt été picardisée, dès les VIIIe – IXe siècles. Malgré cette francisation précoce la toponymie flamande est restée vivace (par exemple Hulluch, Nortkerque, Oblinghem, Westrehem, Isbergues, Gonnehem, etc.).

### Avant 1789

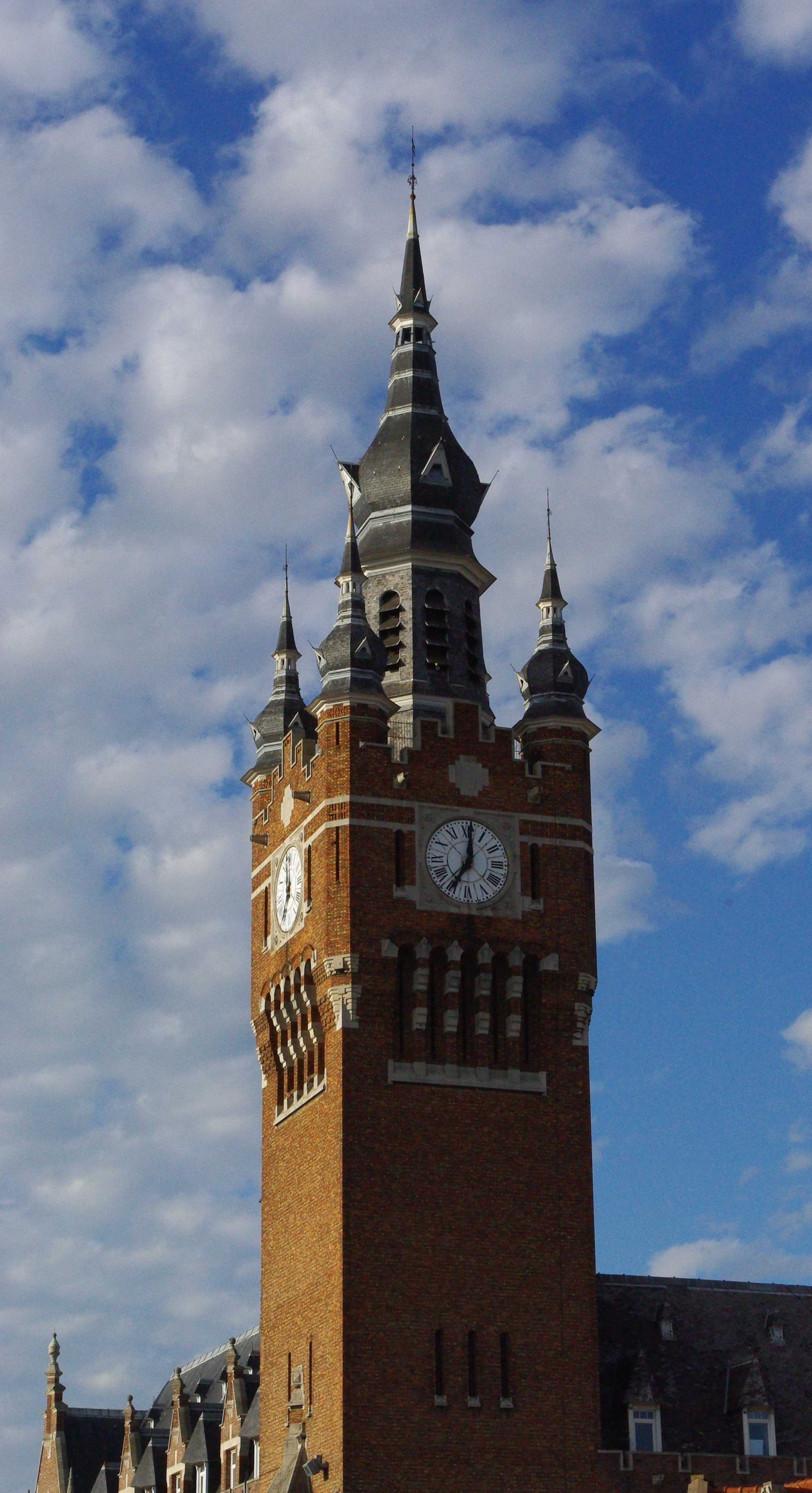
Les beffrois, symboles de l'indépendance des villes des Flandres et de Picardie.

Jusqu'au XVIIe siècle, l'histoire de la région (et plus précisément de l'actuel département du Nord) fut en grande partie commune avec l'histoire de ce qui deviendra la Belgique (les Belges durant l'Antiquité étaient une multitude de peuples celtiques du nord de la Gaule), celle d'une terre qui « pendant près de mille ans servit de champ de bataille à toute l'Europe ». Le territoire que recouvre le Nord-Pas-de-Calais fut disputé depuis la guerre des Gaules ; à l'époque des invasions barbares, les Francs saliens s'y établirent, et il fut le berceau de la dynastie mérovingienne.
À partir du IXe siècle, la région, divisée par la frontière naturelle de l'Escaut, connut l'émergence de plusieurs principautés, dont les comtés de Flandre et de Hainaut. Cette époque, confuse d'un point de vue politique, est celle où les villes gagnèrent une grande indépendance, et une prospérité économique et culturelle qui vit son apogée au XVe siècle dans les Pays-Bas bourguignons. Après les longs conflits franco-espagnols du XVIe siècle, la région fut finalement annexée à la France, lors des guerres de conquête de Louis XIV. Le traité de Nimègue fixa la frontière que l'on connaît actuellement.
Quant au Boulonnais, au Montreuillois et au Calaisis qui appartenaient à l'époque à la Picardie, leur histoire est fortement marquée par les conflits entre la France et l'Angleterre.
Au XVIIIe siècle, les sols des départements du nord de la France sont déjà très intensivement exploités par l'agriculture, l'élevage et la forêt, quand ils ne sont pas construits, et notamment dans le département du Nord, puisque selon les statistiques produites à l'occasion de la répartition du sol dans les 650 communes du Nord au moment de la confection du cadastre napoléonien, les marais et les friches ne constituent déjà plus que 1,31 % des sols en moyenne.
Après le Moyen Âge tardif, vers la Renaissance et le XVIIe siècle, le comté d'Artois, la Flandre romane, la Flandre maritime, le Hainaut et le Cambrésis, étaient vues après leur annexion comme des « provinces réputées étrangères »,, bien qu'elles fussent intégrées au royaume de France. Ces dernières restèrent séparées par une frontière à la fois douanière et fiscale du reste du royaume par ce que l'on appelait alors les cinq grosses fermes, et dont la Picardie « royale », « non étrangère » par opposition, faisait partie.

### La révolution industrielle
Lors de la révolution industrielle du XIXe siècle, le Nord, puis le Pas-de-Calais, connurent un développement économique et un essor démographique sans précédent qui en fit la « première usine de France », et un haut lieu des luttes du mouvement ouvrier. Vingt-cinq compagnies minières possèdent quarante-six concessions sur 135 000 hectares et emploient plus de 120 000 ouvriers. Existent encore des usines textiles par centaines, autour de Lille, des établissements de construction mécanique et électrique, de métallurgie, de chimie, des brasseries, raffineries, sucreries, verreries, etc. Dans tous les secteurs d'activité, la région s'est affirmée.

### Les deux guerres mondiales
La région fut durement touchée lors des deux Guerres mondiales : principalement le Nord et l'Artois pendant la Première Guerre mondiale qui furent au cœur des combats, tandis que la Côte d'Opale est principalement touchée lors de la Seconde Guerre mondiale.
Le bilan de la Première Guerre mondiale est effrayant pour la région : 801 communes détruites ou gravement endommagées, 600 églises démolies, 14 235 usines sinistrées, 350 000 immeubles abattus, 598 000 hectares de sol à remettre en état, 16 000 kilomètres de routes défoncées, 773 kilomètres de voies ferrées à reconstruire, 60 millions de m3 d'eau à pomper dans les mines de Lens, un montant de réparations estimé à 40 milliards de francs. Dans les années 1930, on en est encore à inaugurer à tour de bras des beffrois, des églises et des cités ouvrières. La région fit ainsi appel à des centaines de milliers de travailleurs immigrés, notamment polonais, pour s'en sortir. À côté de cela, la Compagnie des chemins de fer du Nord organise en mai 1922, pour les Parisiens, un circuit touristique des champs de bataille.
Pendant la Seconde Guerre mondiale et l'occupation allemande, la région, située dans la zone occupée, est classée en « zone interdite » rattachée à l'administration militaire de Bruxelles. Seule l'extrême ouest du bassin minier nordiste échappe à l'occupation, ce qui ne l'empêche pas de fournir un effort de guerre.
C'est dans la région du Nord-Pas-de-Calais qu'a lieu le premier et plus vaste mouvement d'Europe de résistance aux nazis, la grève patriotique des cent mille mineurs du Nord-Pas-de-Calais (1941) qui prive les Allemands de 93 000 tonnes de charbon pendant près de deux semaines et déclenche une répression terrible.

### La crise économique
La région subit une grave crise économique à partir des années 1970, avec la baisse d'activité, parfois très forte, simultanée des houillères, qui s'éteignent, des industries sidérurgique et de l'industrie textile trois secteurs qui étaient une source très importante d'emploi.
Selon l'Insee, en 2004, le Nord-Pas-de-Calais était la 3e région la plus touchée par la « pauvreté économique » en termes de part de la population sous le seuil de pauvreté (16,8 %). Des disparités géographiques existent ainsi qu'une disparité très marquée entre les plus riches et les plus pauvres (mais moins qu’en Île-de-France, Corse, Provence-Alpes-Côte d’Azur et Languedoc-Roussillon). En 2004, l'évolution du nombre de RMIstes montrait une tendance au creusement de l'écart avec la France métropolitaine (depuis le début des années 2000).

### Le Nord-Pas-de-Calais à l'heure de la décentralisation
Le Nord-Pas-de-Calais a d'abord été un établissement public régional (EPR) créé par la loi du 5 juillet 1972.
La dénomination « région » est consécutive à la loi de décentralisation de 1982 impulsée par Gaston Defferre, ministre de l'Intérieur et de la Décentralisation.
Cette région ne corresponds alors à aucune région culturelle existante en France. Arras, Cambrai, Montreuil ou Boulogne-sur-Mer, malgré leur appartenance culturelle à la Picardie ne seront pas comprises en Picardie administrative en raison de leur présence dans les départements du Nord et du Pas-de-Calais, aux côtés de villes flamandes comme Saint-Omer ou Lille.

## Population et société

### Démographie
Avec quatre millions d'habitants peu avant la fusion avec la Picardie, la région avait une densité de 324 habitants par kilomètre carré ; la seconde la plus élevée après l'Île-de-France et trois fois la moyenne nationale, ce qui correspond à un contexte très urbain et artificialisé. Alors qu'en France, 80 % de la population vit en ville (proportion stable sur 30 ans selon le recensement de 2006, ce taux est de 95 % en Nord-Pas-de-Calais où la métropolisation semble être un des moteurs de développement économique et de compétitivité territoriale, et parfois d'inégalité socio-économique et d'inégalité écologique.
Les axes de transports, zones d'activité et villes couvrent 13 % du territoire et les grandes agglomérations polarisent 2/3 du territoire régional ; avec une particularité : la région totalise près de la moitié du stock national de friches industrielles, pour partie aujourd'hui intégrées dans la Trame verte et bleue. Néanmoins l'agriculture, intensive, occupe l'essentiel du paysage (70 % environ du territoire contre 53 % en France). Sur 2,3 % du territoire de la France métropolitaine, cette région correspond à 3 % de la surface agricole nationale. Dans le cadre de son SRADT, la région prépare une Directive territoriale d'aménagement (DTA) visant à maîtriser la périurbanisation. Les prospectivistes de la région étudient les scénarios possibles pour l'horizon 2030, avec le défi à relever du Facteur 4, en étudiant les conditions de robustesse des territoires. Des perspectives se dessinent pour la ville durable, avec par exemple le HQE, la trame verte, un projet de « Repenser les villes dans une société postcarbone » et la « ville 2.0. »… L’ADEME et le conseil régional ont ensemble lancé en 2007 un appel à projet PREBAT soutenant les bâtiments « démonstrateurs » à basse consommation énergétique, les bâtiments exemplaires de haute qualité environnementale ainsi que l'émergence d'écoquartiers.
Avec un taux d'artificialisation des sols de 13 %, et une population citadine à 86 %, le Nord-Pas-de-Calais est une région dense et fortement peuplée (4 millions d'habitants et 7 % de la population française). Elle est également une des régions les plus jeunes de France métropolitaine, avec 34,13 % de moins de 25 ans pour une moyenne nationale de 31,13 % (selon l'Insee au 1er janvier 2009). Cette situation est due principalement à un fort solde naturel positif, pratiquement annulé par un fort solde migratoire négatif. Il occupe en revanche la dernière place pour le taux de mortalité. Cette situation s'explique en partie par un taux d'alcoolisme parmi les plus élevés de France.
Le Nord-Pas-de-Calais compte onze agglomérations de plus de 50 000 habitants : Lille (1 190 900 hab.), Douai-Lens-Liévin (552 682 hab.), Valenciennes (400 000 hab.), Béthune (205 872 hab.), Dunkerque (191 173 hab.), Calais (104 852 hab.), Maubeuge (99 900 hab.), Boulogne-sur-Mer (92 704 hab.), Arras (94 059 hab.), Cambrai (58 828 hab.), Armentières (58 706 hab.).
Les agglomérations de Béthune, Lens, Douai et Valenciennes (d'ouest en est), situées sur le bassin minier du Nord-Pas-de-Calais qui borde le Nord des collines de l'Artois, forment aujourd'hui une conurbation continue de près d'une centaine de kilomètres, qui se poursuit en Belgique.
Le Nord-Pas-de-Calais, situé au sein d’une zone où vivent plus de 100 millions d’habitants dans un rayon de 300 kilomètres, est un carrefour européen entre l'Angleterre et le Benelux.

### Habitat, logement
Selon la DREAL, en 2005, la région comptait un total d'environ 1 667 000 logements (pour environ 4 millions d'habitants). L'habitat y est un peu plus ancien que la moyenne française (57 % de l'habitat date d'avant 1967 (contre 49 % en France) et 68 % d'avant 1975), et sont donc moins bien isolés thermiquement. En 2005 toujours, 74 % étaient des maisons individuelles (ce qui est nettement plus que la moyenne française qui était de 57 %).
Un logement moyen mesurait en 2005 92 m2 habitables (100 m2 en maison individuelle et 70 m2 en appartement), soit un peu moins que la moyenne nationale (107 m2), en raison de la prévalence d'un ancien habitat ouvrier (dont les fameux corons, miniers ou ayant accompagné d'autres industries, telles que la métallurgie, la filature, les papetières, etc.).
Les résidences secondaires et/ou logements occasionnels ne sont que 4 % des cas, et seuls 6 % des logements sont vacants (contre respectivement 9,3 % et 7,8 % en moyenne en France).
Un logement sur cinq était en 2005 HLM (354 000 logements) ; soit 21 % de l’habitat (contre 15 % en France). Et 70 % de ces HLM ont été construits de 1948 à 1990. Plusieurs grandes barres ont été rasées au profit d'un habitat de meilleure qualité.
Avec 563 cités minières (sur 138 communes) constituées de 73 000 logements, l'habitat minier présente de fortes spécificités, dont le caractère mitoyen de nombreux logements organisés en coron ou citées minières, et la présence de jardinets. Les jardins familiaux et ouvriers sont nés dans cette région, notamment à la suite de l'action de l'abbé Lemire. À Lille, Roubaix et Tourcoing, villes plus denses et anciennement industrielles, l'accès aux jardins individuels et publics est plus rare, mais la communauté urbaine et les villes ont des programmes de développement des espaces verts, de réhabilitation de friches et parfois des projets d'écoquartiers.
En 2005 toujours, le traditionnel charbon a presque disparu comme mode de chauffage (5 %), largement remplacé par le gaz naturel qui chauffe 59 % des logements (près du double de la moyenne nationale qui était de 39 % en 2005). Ceci a fait fortement chuter la pollution de l'air (pollution acide notamment), mais 3 logements sur 4 sont encore chauffés par des énergies fossiles (gaz, et moindrement fioul, qui contribuent à émettre des gaz à effet de serre et des oxydes d'azote). En 2005 toujours, des réseaux de chaleurs urbains chauffaient 2 % des logements, avec à Dunkerque une récupération de chaleur industrielle. Le chauffage collectif est plus rare que pour la moyenne de la France (11 % contre 19 % des cas), en raison d'un habitat individuel plus fréquent. 18 % des logements n'ont pas de chauffage électrique (moins que la moyenne nationale). En 2005, 32 130 GWh d’énergie finale ont été consommés par le résidentiel (21 % de toute l'énergie consommée en région, juste derrière industrie qui est le 1er consommateur). Une partie des habitants connait une double précarité énergétique (logement et transport) avec 16 % des ménages qui dépensent plus de 10 % de leurs ressources en consommation d'énergie (contre 13 % en moyenne nationale).
L'augmentation forte de la population au XXe siècle (Industrie et baby-boom), et une tradition de familles nombreuse plus importante qu'ailleurs ont conduit à une importante périurbanisation, qui pose des problèmes de transport pendulaire (trajets domicile-travail de plus en plus longs) et par suite d'énergie et de pollution que le SRCAE (en cours d'élaboration) notamment doit tenter de résoudre. De 1990 à 2007 le résidentiel a consommé 15 % d'énergie en plus (+0,8 %/an en moyenne, ce qui reste inférieur au 1,1 % national, mais éloigne la région des objectifs de Kyoto, du Grenelle de l'Environnement, du Facteur 4 ou du 3 X 20 européen. En fait ; à 94 %, cette augmentation est due à la croissance du parc de logements et seulement pour 6 % à une consommation accrue des logements. 75 % de cette énergie est consacrée au chauffage (pour 76 % en moyenne en France). Pour ces raisons, en 2005, le résidentiel régional contribuait pour 14 % (6 421 kteq CO2) aux émissions totales de gaz à effet de serre comptabilisées pour la région. Plus précisément les combustibles fossiles que sont le gaz, fioul, GPL, et charbon contribuaient via leur usage dans les logements à 86 % des émissions du secteur. Étant donné la lenteur de remplacement des logements anciens par des logements neufs, la réhabilitation thermique de l'habitat ancien apparaît comme un enjeu majeur en matière de lutte contre les émissions de gaz à effet de serre, et d'adaptation au changement climatique. L'urbanisation et la construction de route ont aussi causé un recul de la SAU par exploitation agricole, surtout autour des zones urbanisées et dans les communes littorales où les exploitations y ayant leur siège ont perdu 25 % de leur surface agricole utile (SAU) en 40 ans environ. Le rythme d'urbanisation a diminué sur le littoral depuis 1970, grâce à la loi littoral, mais il tend à légèrement augmenter sur les communes arrière-littorale.

### Éducation
Le Nord-Pas-de-Calais comptait plus d'un million d'élèves, étudiants et apprentis, plus de quatre-mille établissements scolaires, six universités et un ensemble universitaire privé, dix-huit écoles d'ingénieurs. La région est le quatrième pôle étudiant de France avec environ 159 200 étudiants en 2010), avec un pôle de recherche et d'enseignement supérieur (PRES) « qui promeut une politique de site, favorise l’organisation en réseau et optimise des fonctions supports dans une logique de mutualisation ».
L'université Lille Nord de France et son collège doctoral européen regroupe les six écoles doctorales du Nord-Pas-de-Calais et rassemble trois mille doctorants. Les établissements scolaires font partie de l'Académie de Lille.

### Santé
Un Observatoire régional de la santé assure le suivi de ces indicateurs, et a construit un Atlas de la mortalité par cancer. Un atlas régional de la santé au travail a été publié en 2008 et 2009 sous l'égide de la CRAM. Voir également les travaux conduits par Pierre Aïach en région. Plusieurs éléments peuvent exacerber les inégalités sociales de santé, déjà marquées dans la région, principalement la dégradation des conditions de vie et de travail (ou d'absence d'emploi) liée aux évolutions économiques et politiques des dernières décennies (aggravées par la crise récente), mais aussi les réformes du système de santé et de l’État social qui met en péril un peu plus à chaque « réforme » la santé des couches populaires et de plus en plus des couches moyennes, les changements dans la pyramide des âges avec l'entrée dans la phase de boum du troisième âge, et enfin les facteurs environnementaux (modifications climatiques, pollutions industrielles, pollutions urbaines et autoroutières, et dégradations des parcs immobiliers anciens et/ou non entretenus par les bailleurs et propriétaires, etc.). Un plan régional Santé-Environnement est en cours de développement (déclinaison du plan national).
L'espérance de vie à la naissance s'est améliorée (gain de plusieurs années d'espoir de vie) des années 1990 à 2000, mais la mortalité reste plus précoce qu'ailleurs en France (et plus dans le Pas-de-Calais que dans le Nord). En 2002, un Nordiste pouvait espérer vivre 72,4 ans (moyenne nationale : 75,8 ans). Les femmes vivent plus longtemps (80,8 ans, soit 2,9 ans de moins qu'en France métropolitaine). En 2002, la durée moyenne de vie était significativement plus élevée dans le Nord (1,4 an de plus que dans le Pas-de-Calais pour les hommes et 0,3 an pour les femmes). Le Pas-de-Calais connaît la surmortalité masculine la plus élevée en France (les hommes y meurent 9,1 ans avant les femmes, contre 7 ans pour la moyenne nationale et 5,6 ans pour le département des Yvelines). Les différences dues à l'industrialisation et à la silicose notamment, marquées dans le bassin minier, devraient s'atténuer dans les années à venir.
Le Pas-de-Calais connaît aussi le taux de mortalité le plus élevé (taux de 9,6 ‰ contre 9,0 ‰ dans le Nord pour la surmortalité), mais la région est maintenant proche du taux national (9,3 %). Les causes de décès les plus fréquentes sont les maladies de l'appareil circulatoire et les cancers constituent (comme en France, mais avec des taux plus élevés pour les cancers des voies aérodigestives) ; sur 36 200 décès en 2002, 58 % sont dus aux tumeurs et aux maladies cardiovasculaires. Les tumeurs sont la 2de source de mortalité féminine (24 % des décès) après les maladies cardiovasculaires (33 %). Les cancers tuent plus les hommes que les femmes (1re cause de mortalité) devant les maladies cardiovasculaires, elles-mêmes devant les maladies respiratoires (6,5 % pour les femmes et 8,7 % pour les hommes), les accidents et traumatismes (6,3 % pour les femmes et 8,6 % pour les hommes).
La mortalité prématurée est forte dans la région (25 % de mortalité avant 65 ans contre 20,7 % en France), surtout chez les hommes (les accidents étant la 1re cause de mortalité chez les hommes moins de 35 ans), et de 35 à 64 ans, le risque de décès double presque chez les hommes.

### Médias
Dans la nuit du 31 janvier au 1er février 2011, la région entière est passée au Tout numérique. Ce changement permet à la région de recevoir les 21 chaines gratuites dont les trois régionales, Wéo, Grand Lille TV et Opal'TV.
Deux principaux journaux locaux sont en place dans la région. Le principal est La Voix du Nord qui s'écoule à plus de 280 000 exemplaires chaque année, La Voix du Nord est le troisième quotidien régional pour les ventes derrière Ouest-France et Sud Ouest. L'autre journal est Nord éclair, il appartient également au groupe La Voix du Nord depuis le début des années 2000. Auparavant, Nord Matin et Liberté distribuaient également leurs journaux dans la région. Depuis le 19 mai 1980 la radio publique régionale France Bleu Nord (ex-Fréquence Nord) émet dans la région.

### Sport
| Club                          | Sport       | Ligue                       | Stade/enceinte                  | Date de fondation |
| ----------------------------- | ----------- | --------------------------- | ------------------------------- | ----------------- |
| RC Lens                       | Football    | Ligue 1                     | Stade Bollaert-Delelis          | 1906              |
| LOSC Lille                    | Football    | Ligue 1                     | Stade Pierre-Mauroy             | 1944              |
| VAFC Valenciennes             | Football    | Ligue 2                     | Stade du Hainaut                | 1913              |
| USBCO Boulogne                | Football    | National                    | Stade de la Libération          | 1898              |
| USL Dunkerque                 | Football    | National                    | Stade Marcel-Tribut             | 1909              |
| US Dunkerque HGL              | Handball    | Ligue nationale de handball | Stades de Flandres              | 1958              |
| BCM Gravelines-Dunkerque      | Basketball  | PRO A                       | Sportica                        | 1959              |
| ESSM Le Portel                | Basketball  | PRO A                       | Le Chaudron                     | 1931              |
| SOMB Boulogne                 | Basketball  | PRO B                       | Palais des sports Damrémont     | 1935              |
| LMBC Lille Métropole Basket   | Basketball  | PRO B                       | Palais des sports Saint-Sauveur | 1994              |
| LMR Lille Métropole Rugby     | Rugby à XV  | Fédérale 1                  | Stadium Lille Métropole         | 1996              |
| TLM Tourcoing-Lille Métropole | Volley-ball | Ligue A                     | Complexe sportif Léo Lagrange   | 1965              |

### Personnalités du Nord-Pas-de-Calais
Selon un sondage réalisé par Kantar TNS début 2011, à la question « Qui incarne le mieux la région [Nord-Pas-de-Calais] ? », 68 % des sondés ont répondu Dany Boon. L'armentiérois devance le lillois Charles de Gaulle qui obtient 39 % et l'éternelle « demoiselle d'armentières », Line Renaud avec 32 %. Suivent dans l'ordre Raymond Devos (16 %), Pierre Mauroy (22 %), Marguerite Yourcenar, Jean Bart, Roger Salengro, Raoul de Godewarsvelde, Didier Super, Marcel et son orchestre, Franck Ribéry, Albert Calmette, Henri Matisse, Gervais Martel, Yohan Cabaye et Romain Barras.
Hors de ce classement, d'autres personnes sont également nées dans la région. Dans les arts, il y a, par exemple, le valenciennois Antoine Watteau, le maubeugeois Jan Mabuse ou encore Jean de Bologne, originaire de Douai. En sport, les boulonnais Jean-Pierre Papin et Franck Ribéry, le nœuxois Raymond Kopa, les oigninois Guy Drut et Michel Jazy, les roubaisiens Arnaud Tournant et Bernard Arnault, le thunois Jean Stablinski sont également de la région du nord de la France. En politique, Jacky Hénin est né à Douai, Jean-François Caron à Loos-en-Gohelle, Dominique Dupilet à Wandignies-Hamage et Valérie Létard à Orchies.
D'autres personnes sont de la région, mais peu de gens le savent. Au début du XXIe siècle le groupe PZK, majoritairement d'Armentières, l'ancien des Robins des Bois Jean-Paul Rouve qui est né à Dunkerque, Franck George, journaliste à M6 qui est né à Arras, l'artiste peintre Jean-Noël Vandaele qui est né à Ghyvelde. À l'inverse, certaines personnalités qui ne sont pas nées dans la région y sont cependant associées. Martine Aubry, Jean-Louis Borloo sont tous les deux nés à Paris mais avec leur présence en tant que maire respectivement à Lille et à Valenciennes sont souvent associés à la région. Le chanteur Renaud, petit-fils d'un mineur du Nord, y est également associé depuis qu'il a joué dans Germinal de Claude Berri et qu'il a chanté son album Renaud cante el' Nord en 1993.

## Économie
Depuis l'après-guerre, la région est confrontée à de graves difficultés structurelles et à une crise économique et sociale aiguë. Des trois grands secteurs de son économie : charbon, acier, textile, seul le dernier reste performant. Le secteur secondaire n'occupe plus que 33,8 % de la population active (28,9 % pour la France). Son raccordement à l'Europe du Nord-Ouest lui permet toutefois de bénéficier des retombées économiques de la mise en service du tunnel sous la Manche et du TGV. En 1999, le chômage décroît depuis quelques années. Cependant il s'accroît au début de 2004 pour arriver à 12,8 % en mai 2004, soit trois points au-dessus de la moyenne nationale (9,8 % au sens du Bureau international du travail, le chômage connaissant une croissance depuis 2003 en France, ce qu'il n'avait pas fait depuis dix ans). En 2012, le taux de chômage arrive à 13 % et représente le taux le plus élevé en France métropolitaine.
Avec un PIB de 86 747 millions d'euros, c'est la 4e région qui produit le plus de richesse en France.

### Richesses
Selon le site Le Journal du Net, la région compte sept villes parmi les dix villes de France de plus de 20 000 habitants les plus pauvres. Roubaix et Denain arrivent premières ex æquo, suivies par Maubeuge, Calais, Tourcoing et Grande-Synthe, respectivement de la quatrième à la septième place. Lens est en dixième position, Saint-Pol-sur-Mer, Boulogne-sur-Mer, Bruay-la-Buissière et Liévin arrivent respectivement 14e, 16e, 20e ex æquo et 24e,.
À l'inverse, en tête des villes les plus riches, on trouve dans l'ordre Neufchâtel-Hardelot, Bondues, Le Touquet-Paris-Plage, Mouvaux, Sainghin-en-Mélantois, Marcq-en-Barœul et Croix,.

### Principaux secteurs d'activité

#### Agriculture et agroalimentaire
La région reste fortement agricole, avec 78 % de l'espace concerné en 2000. Elle est caractérisée par une agriculture très intensive, qui a bénéficié de la proximité de l'immense nappe de craie[pas clair], et de sols particulièrement riches. Ils ont permis les grandes cultures (céréales, betteraves, pomme de terre…) qui occupent une large part du paysage. De 1988 à 2000, le nombre d'exploitations agricoles a chuté de 31 156 à 18 036, pour une surface agricole utile (SAU) moyenne qui passait de 28 ha en 1988 à 46 ha en 2000. Le nombre d'exploitations (15 049 exploitations agricoles soit 2,8 % du total national) n'est pas très élevé, mais la surface moyenne en est de 50,9 ha (Eurostat, 2003), soit plus que la moyenne nationale de 45,3 ha (Eurostat, 2003). 818 928 ha étaient cultivés dans la région en 2005, pour un total de 27 312 013 en France. 3,3 % du cheptel national est élevé dans le Nord-Pas-de-Calais et la part des cultures permanentes dans la SAU régionale n'est que de 0,1 % (contre 3,8 % en France). La SAU est 68,5 % du territoire régional (contre 54,1 % en France). Selon Eurostat (2002), 19 % des exploitants agricoles avaient en 2002 d'autres revenus que ceux de l'exploitation (contre 24 % en France).
L'agriculture présente des dominantes qui varient selon les petites régions agricoles (PRA) :
- Boulonnais et Thiérache : dominante bocagère, autrefois spécialisée dans la pomme, pour partie classée en parc naturel régional, avec tradition laitière et fromagère ;
- Flandre intérieure : grandes cultures avec quelques élevages intensifs (porc, volaille). C'est une zone vulnérable du point de vue de la ressource en eau (pas de nappe) ;
- Audomarois, Béthunois : élevages et grandes cultures, gagnés par phénomène de périurbanisation ;
- Ternois : zone mixte, élevage, grandes cultures ;
- Artois-Cambrésis (hors cantons de Lens) : mosaïque de nombreux systèmes agraires, avec dominante de grandes cultures.

Toute la région est (comme la Bretagne) classée « vulnérable » au titre de la Directive Nitrates qui impose dans ces zones de mettre en œuvre un « programme d'actions » (le 4e programme doit démarrer en 2009[Passage à actualiser], après un bilan des programmes d'action précédents et après une consultation du public (terminée le 11 juin 2009). La région est aussi classée à risque pour le phosphore par la convention internationale OSPAR. Ces nitrates et phosphates ont aussi une origine urbaine, voire localement industrielle, prises en compte par d'autres directives et programmes, avec l'aide de l'Agence de l'eau pour tenter d'atteindre l'objectif de bon état écologique de la directive-cadre sur l'eau et la directive-cadre stratégie pour le milieu marin. La qualité des eaux de baignade s'est améliorée pour les paramètres microbiens, mais dans les eaux douces les pullulations de cyanophycées sont plus fréquentes, plus longues et avec parfois de nombreuses espèces de cyanobactéries.

#### Commerce et artisanat
Le groupe Auchan est le premier employeur privé régional.

### Tourisme

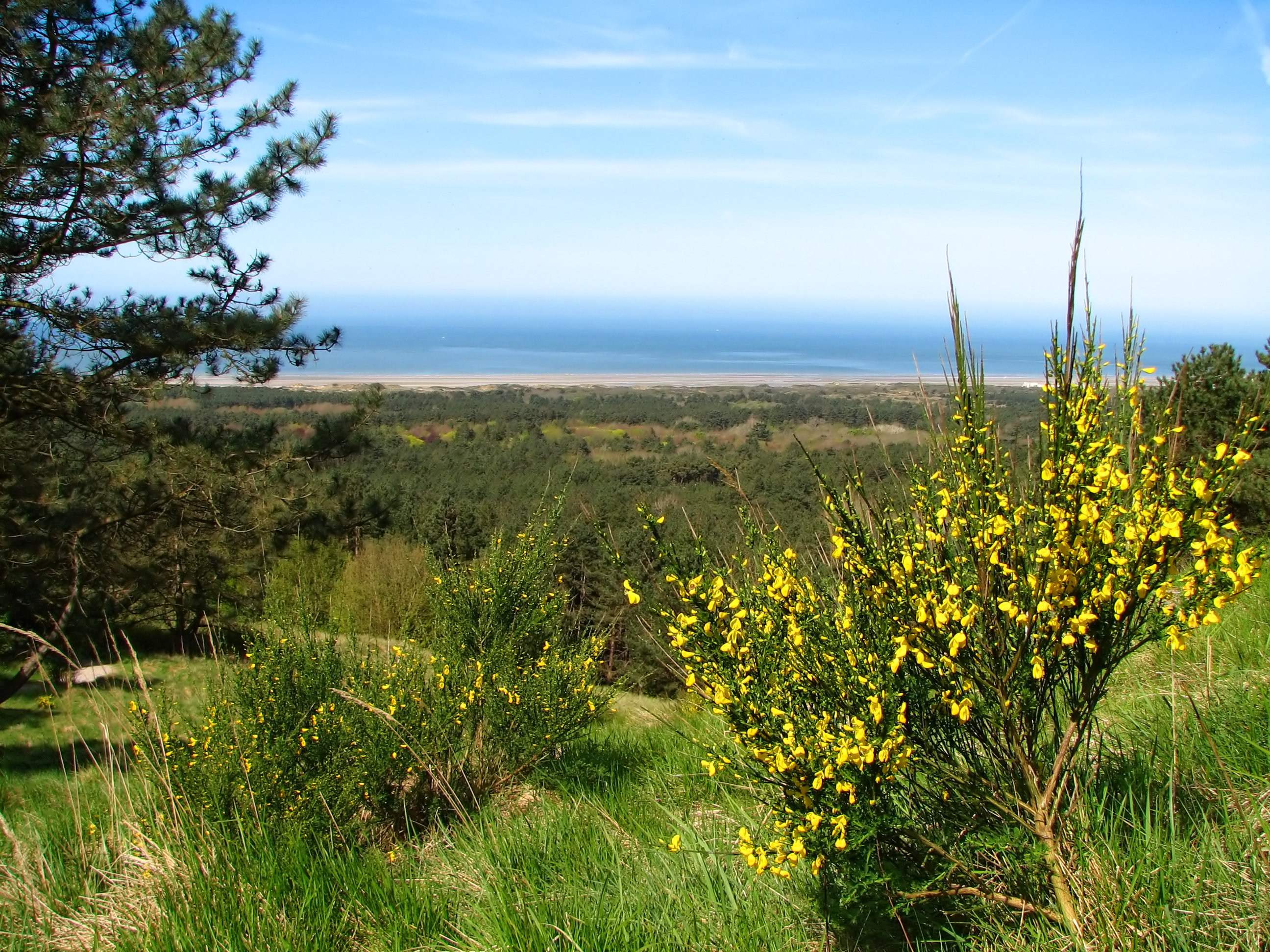
Côte d'Opale : la Manche vue du mont Saint-Frieux

Le Nord-Pas-de-Calais était la 8e région touristique de France (9e en termes d'emplois). Les franciliens sont les principaux touristes dans la région, suivis par les habitants du Nord-Pas-de-Calais eux-mêmes. La région étant située entre plusieurs pays, les touristes étrangers sont également nombreux (en particulier venant d'Angleterre et de Belgique). Le centre national de la mer Nausicaá à Boulogne-sur-Mer est le premier site touristique de la région, rejoint depuis peu par le Louvre-Lens ouvert en 2012.
Depuis plusieurs siècles, la Côte d'Opale est la principale destination touristique de la région. De Berck à Bray-Dunes, en passant par Le Touquet, Hardelot, Wimereux ou Wissant, les stations balnéaires attirent de nombreux vacanciers et voient leur population considérablement augmenter l'été. Les nombreux sites naturels (caps Blanc-Nez et Gris-Nez, mont Saint-Frieux, baies de Canche et d'Authie, etc.) constituent également l’intérêt touristique de ce littoral.
Aujourd'hui, le tourisme dans la région a évolué, en se développant dans les terres. Avec le développement des transports, les élus et responsables économiques ont développé la fréquentation de fin de semaine et de proximité : la région est devenue davantage une région de passage qu'une région où les touristes restent longtemps.

## Patrimoine culturel

### Musées de la région
La région Nord-Pas-de-Calais recense plus de deux cents musées. Parmi eux, 47 sont labellisés Musée de France, ce qui en fait la première région de France en nombre de musées au kilomètre carré. En 2012, l'arrivée du musée du Louvre à Lens entraîne une dynamique de valorisation du patrimoine culturel régional qui amène la région Nord-Pas-de-Calais à créer une marque de territoire. La région compte plus de cent musées. Parmi ceux-là, il existe des musées d'art comme le Palais des beaux-arts de Lille , La Piscine, le LaM et le musée Matisse. Il existe également des musées historique tel la Coupole d'Helfaut ou le Centre historique minier de Lewarde.

## Patrimoine architectural

### Architecture locale
L'architecture du Nord-Pas-de-Calais est très diversifiée, en raison de sa présence entre des régions culturelles différentes. Au sud, dans la partie culturellement picarde, l'on retrouve une architecture marquée par la pierre et la craie blanche, en particulier dans la région d'Arras autour d'Avesnes-le-Comte, Houdain et Pas-en-Artois. L'habitat change aussi et les villes de briques rouges laissent place aux villages de pierres blanches.

Architecture traditionnelle picarde dans le sud de la région
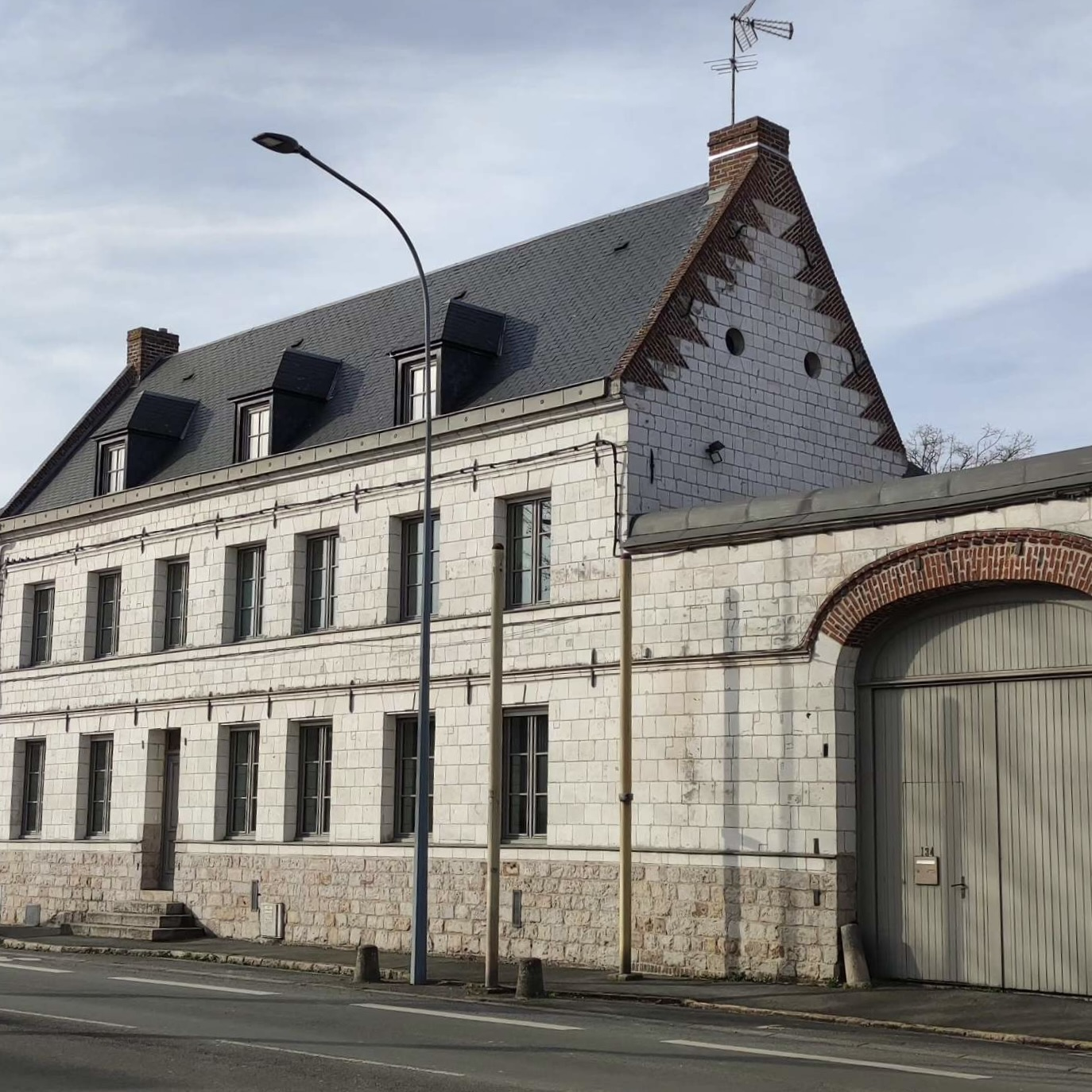
Demeure en pierre avec pignon picard à Arras
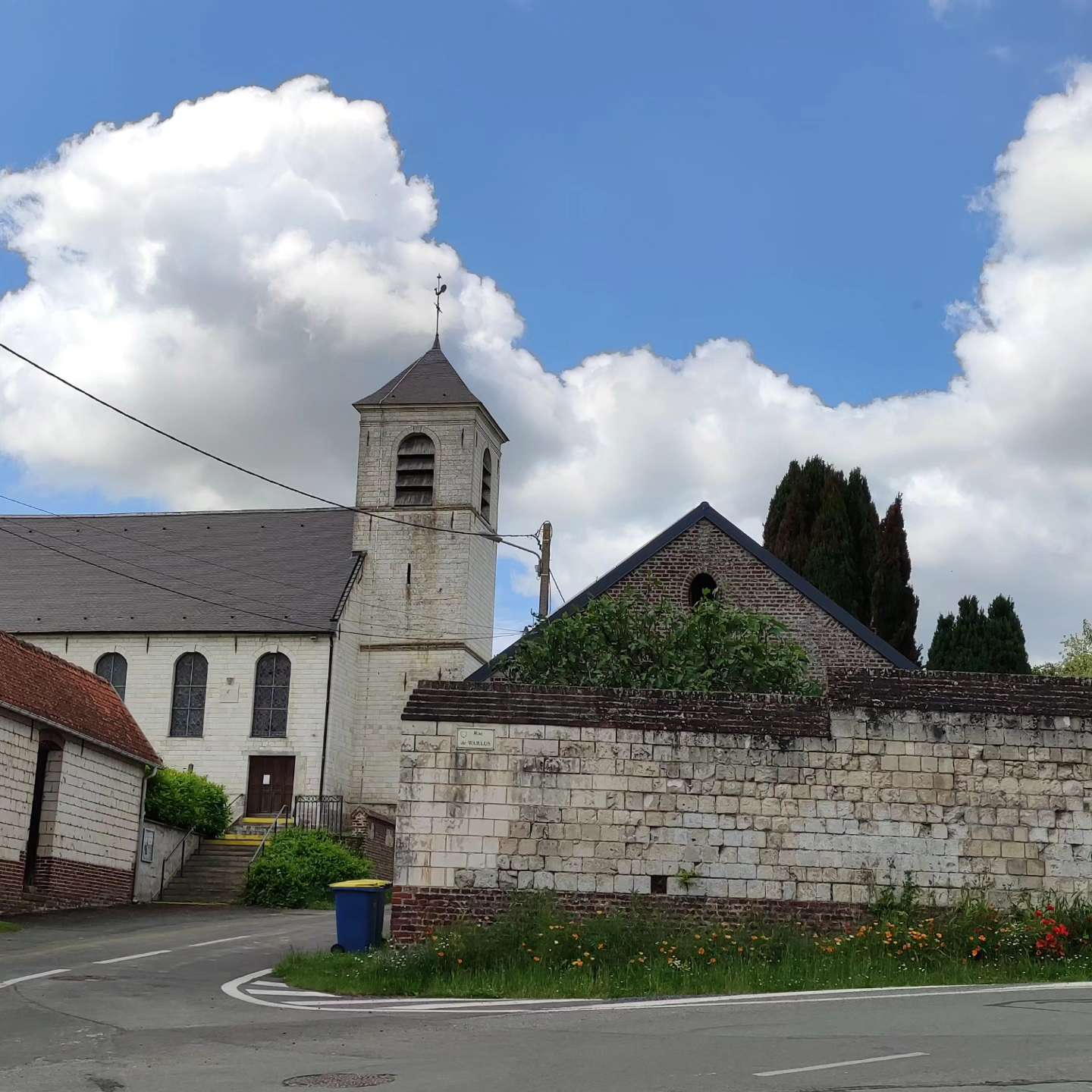
Architecture de craie blanche à Berneville à l'ouest d'Arras
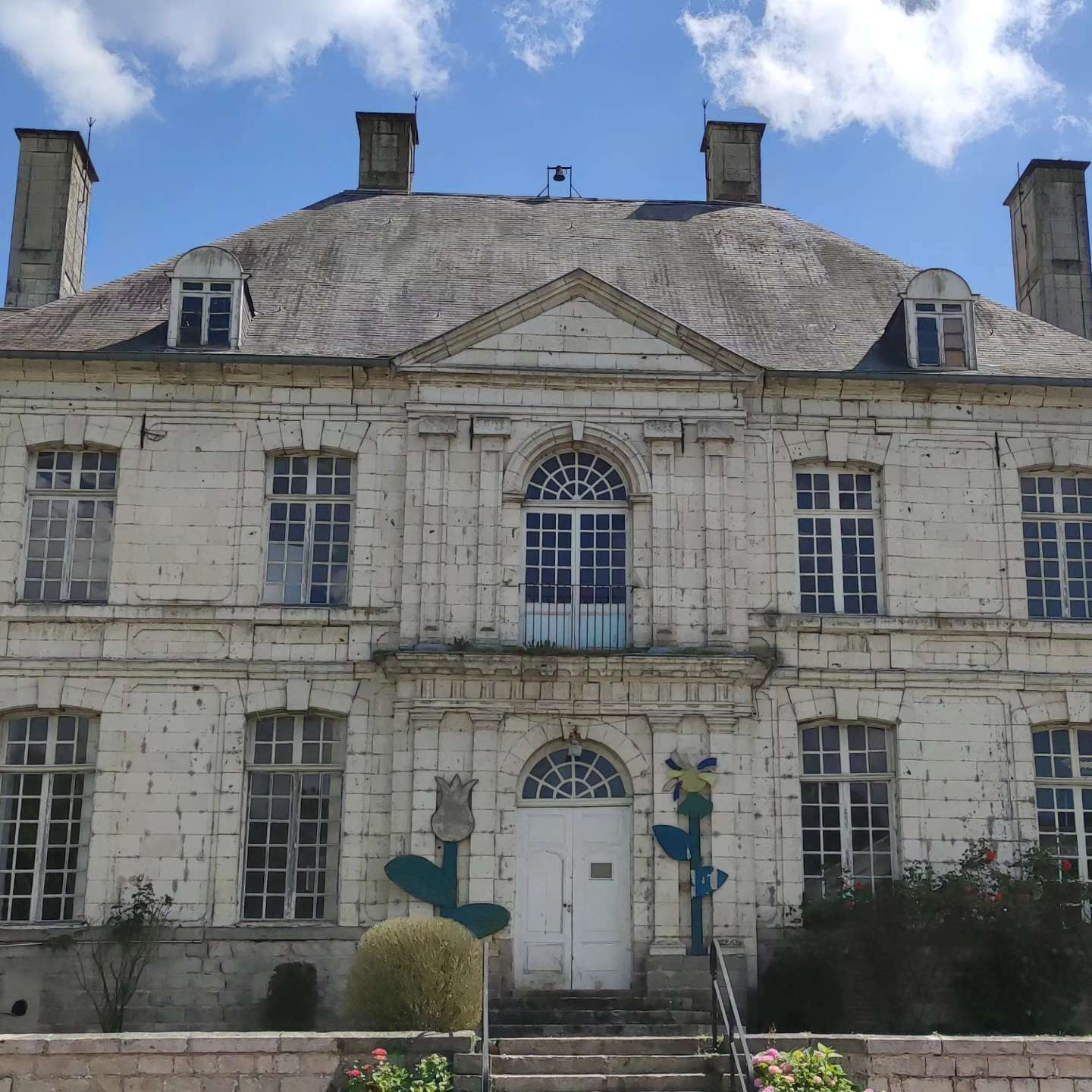
Château de Clairefontaine à Duisans
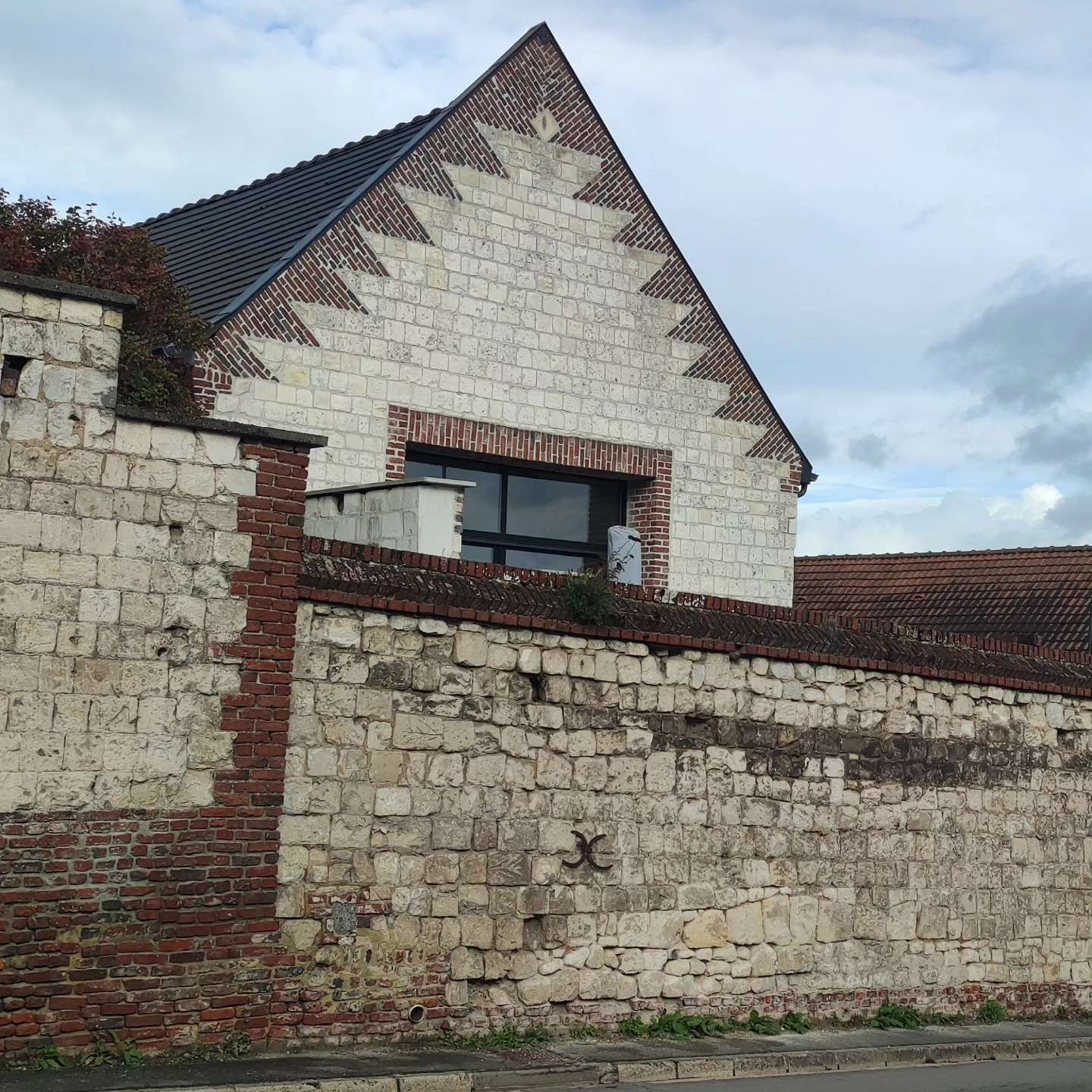
Pignon à couteau picard à Saint-Nicolas-lez-Arras.
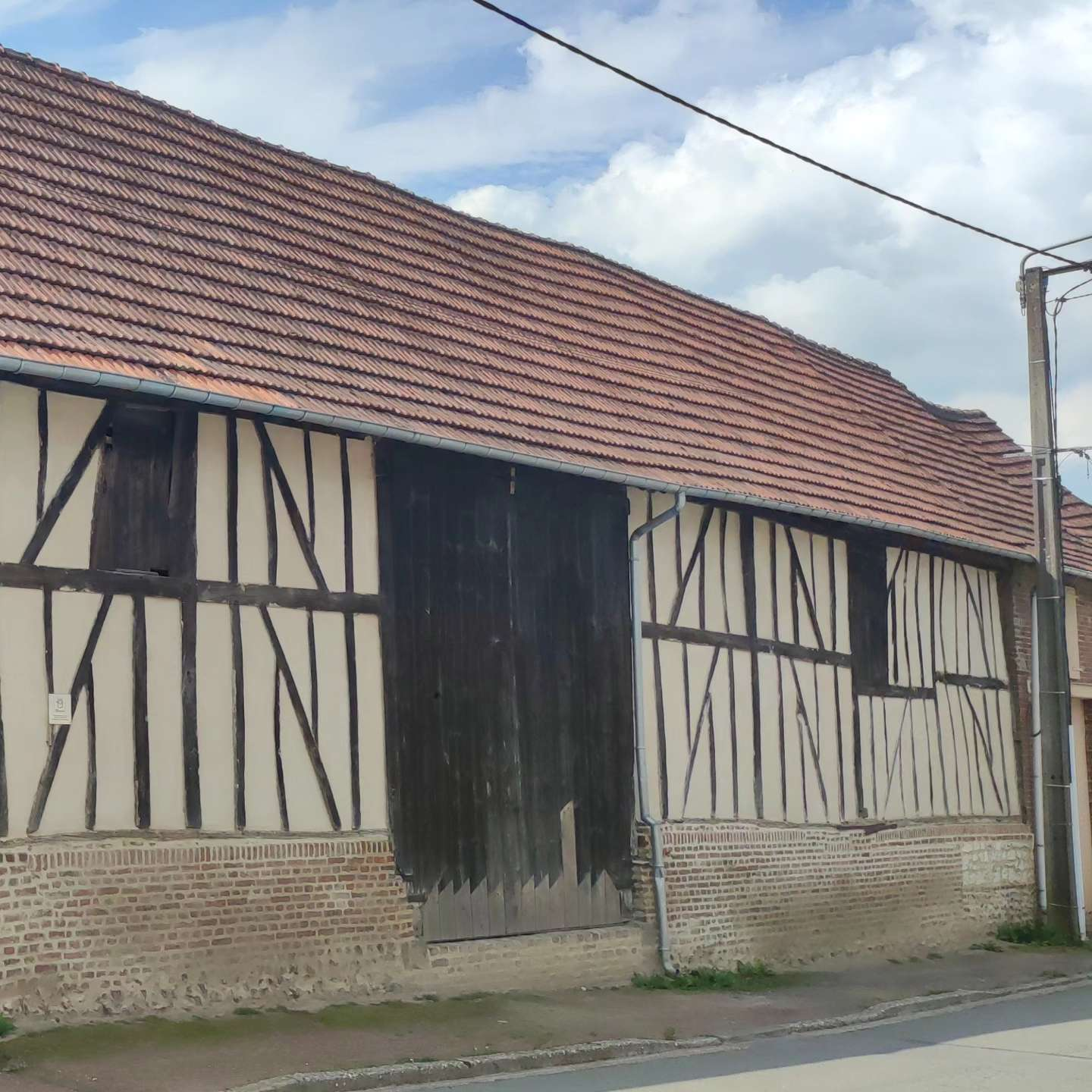
Maison à colombage à Bienvillers-au-Bois
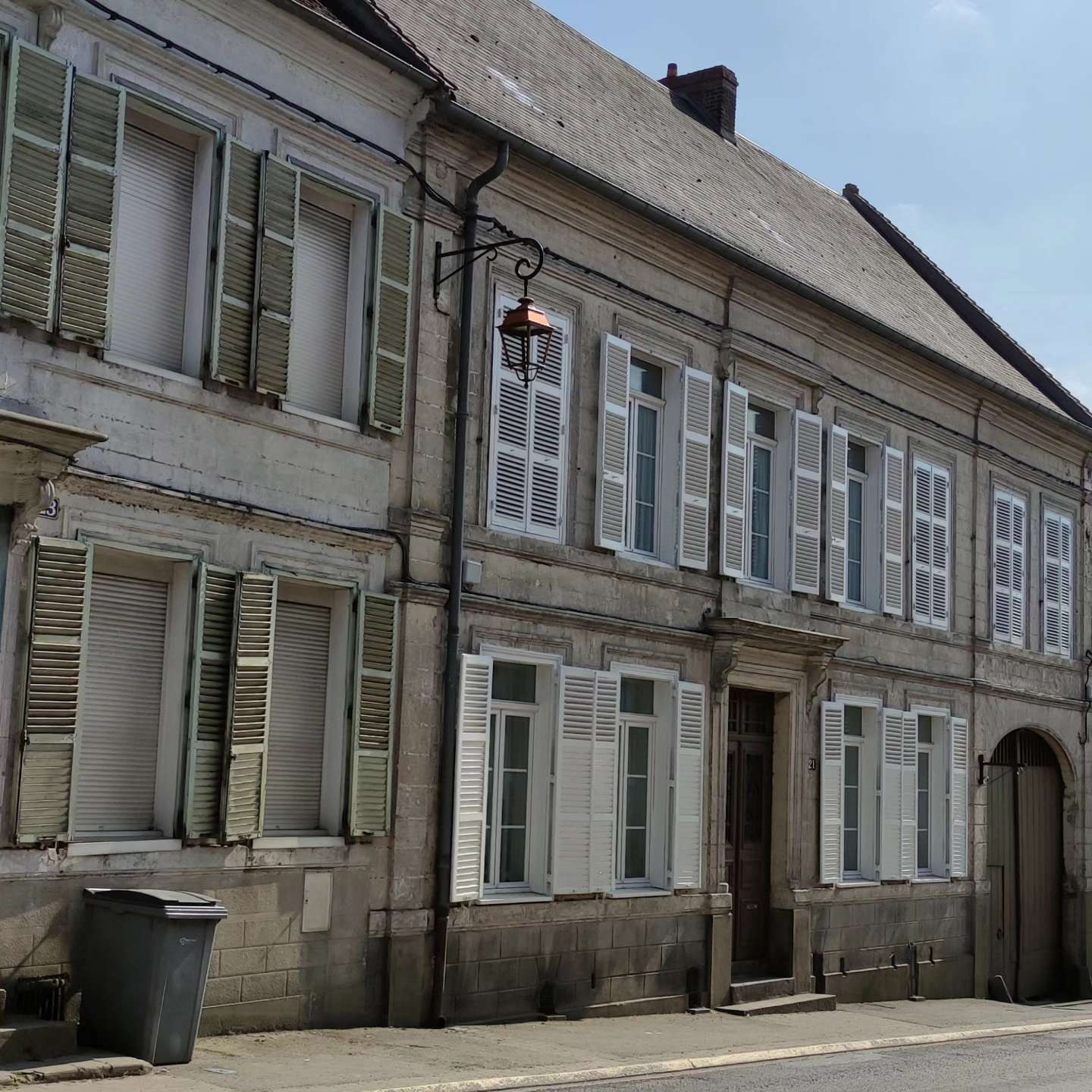
Rues typiques à Avesnes-le-Comte
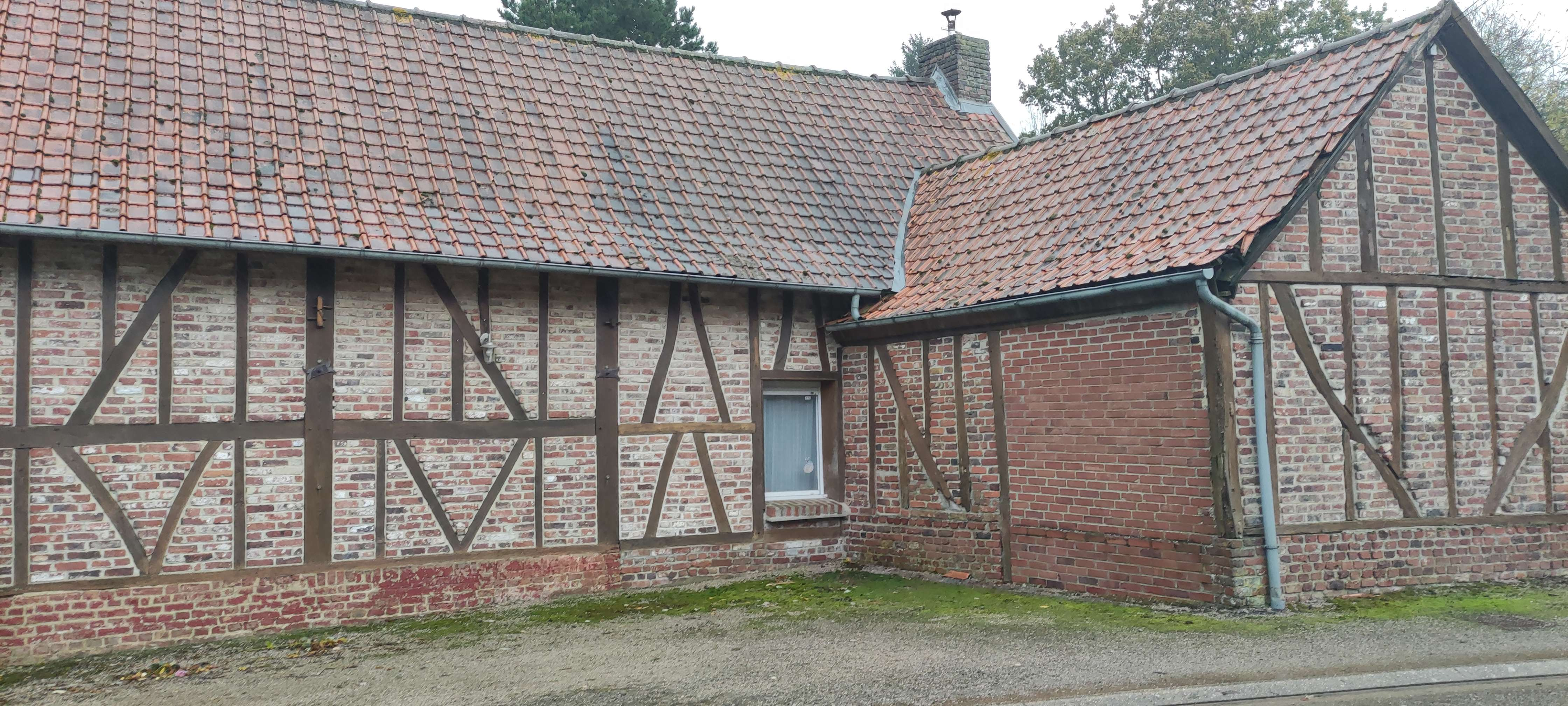
Ferme picarde avec colombages à Moncheaux-lès-Frévent près de Saint-Pol-sur-Ternoise

Dans le nord-ouest de la région et notamment vers Saint-Omer, Cassel et Ardres, on retrouve une architecture flamande maritime, marquée par la brique de sable. Le nord-ouest est marquée par la brique rouge, et une architecture traditionnelle flamande, autour de Lille, Béthune et La Bassée.

Architecture traditionnelle flamande dans le nord de la région
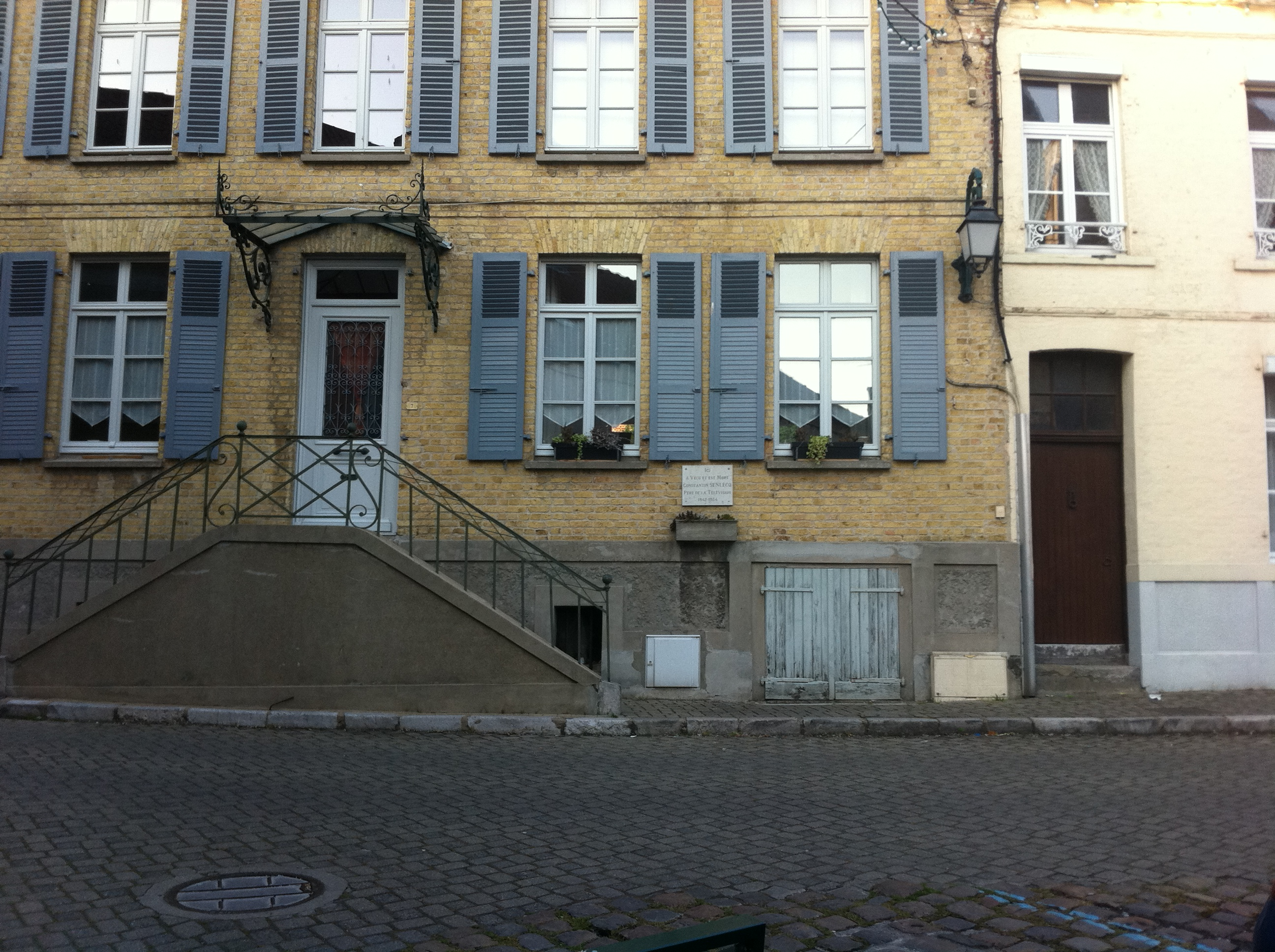
Maison en briques de sable à Ardres
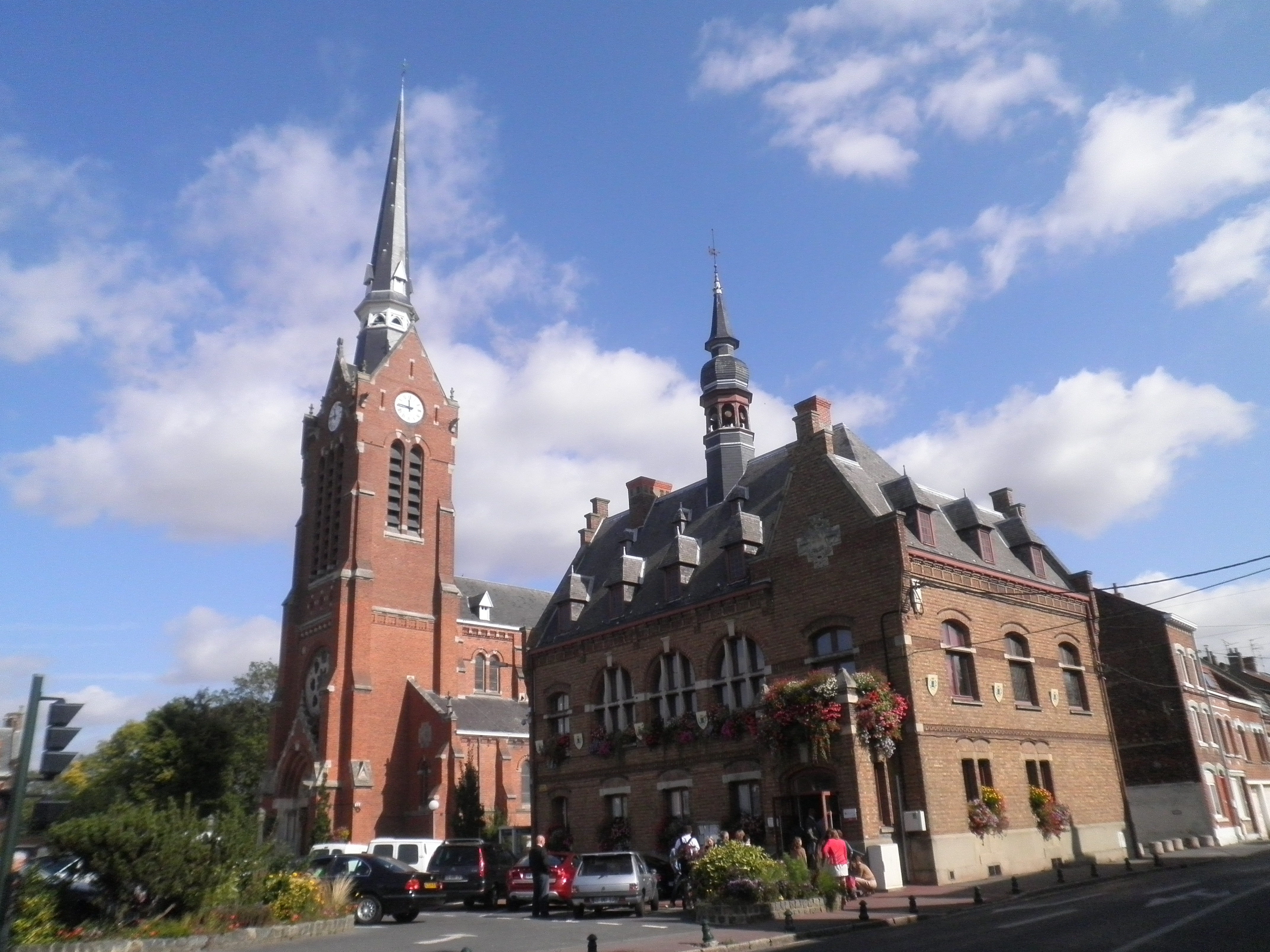
Bourg typique des Flandres à Laventie au nord de Béthune
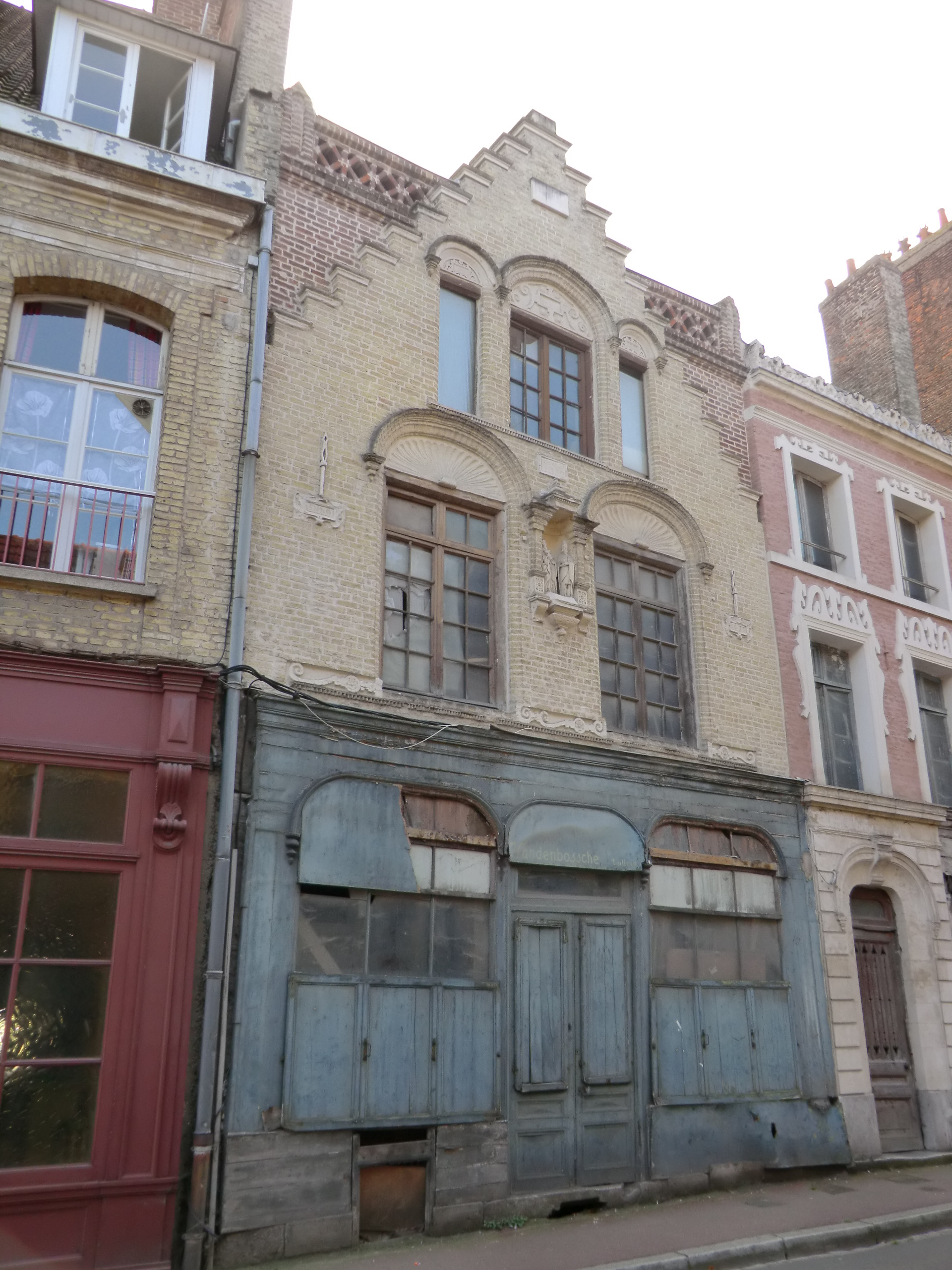
Pignon flamand en briques de sables à Saint-Omer
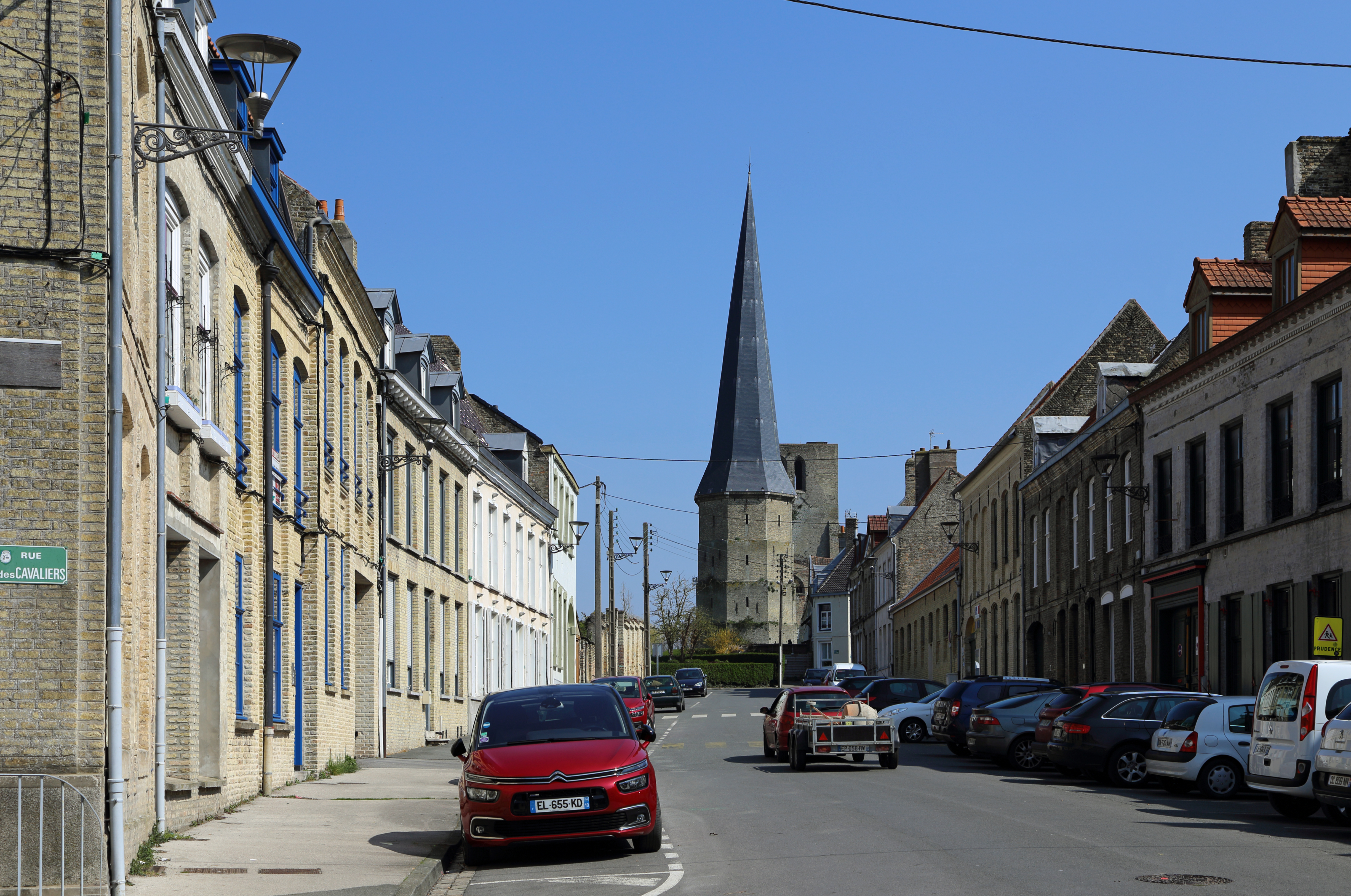
Rues typiques à Bergues
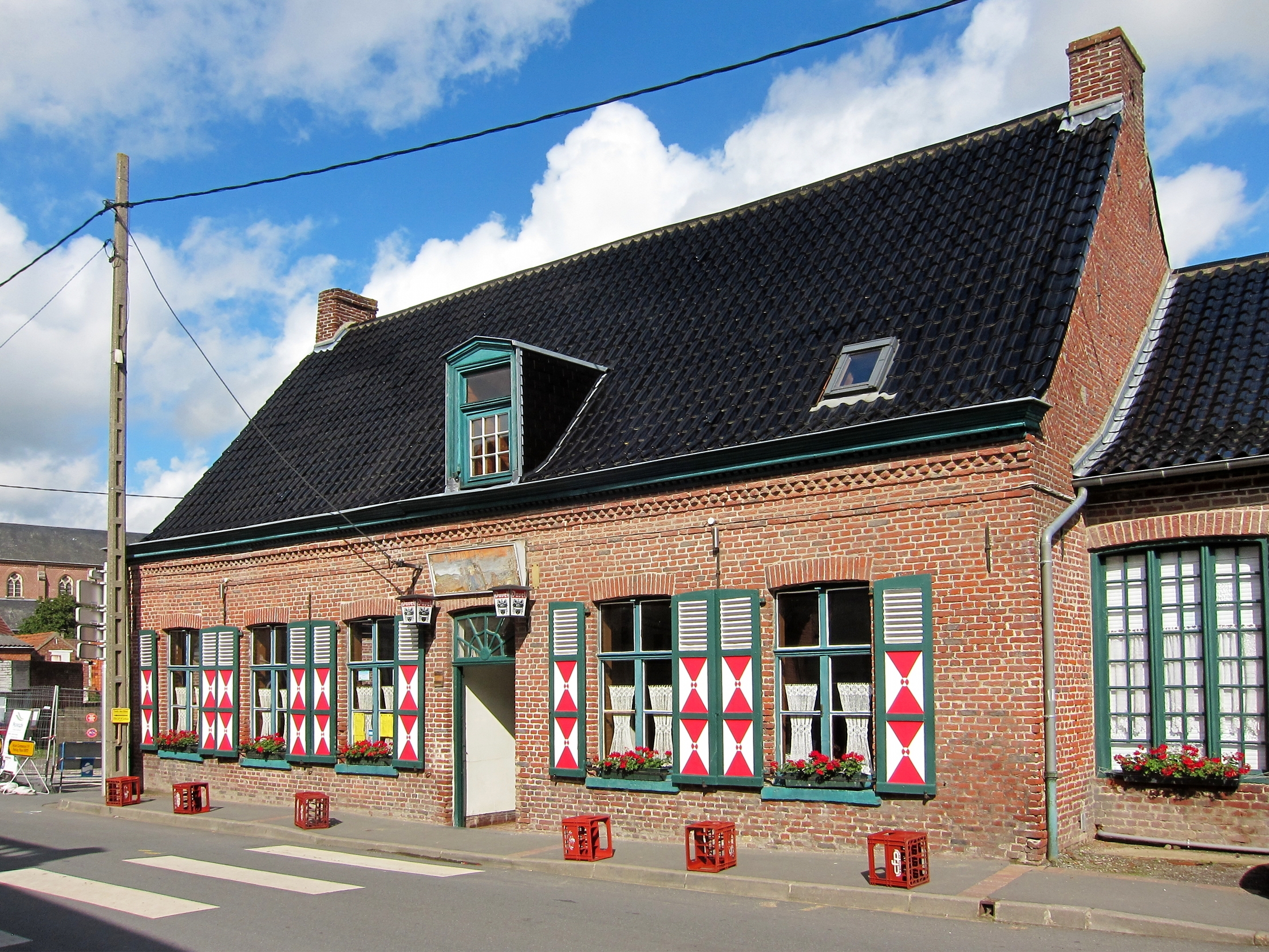
Estaminet flamand à Godewaersvelde
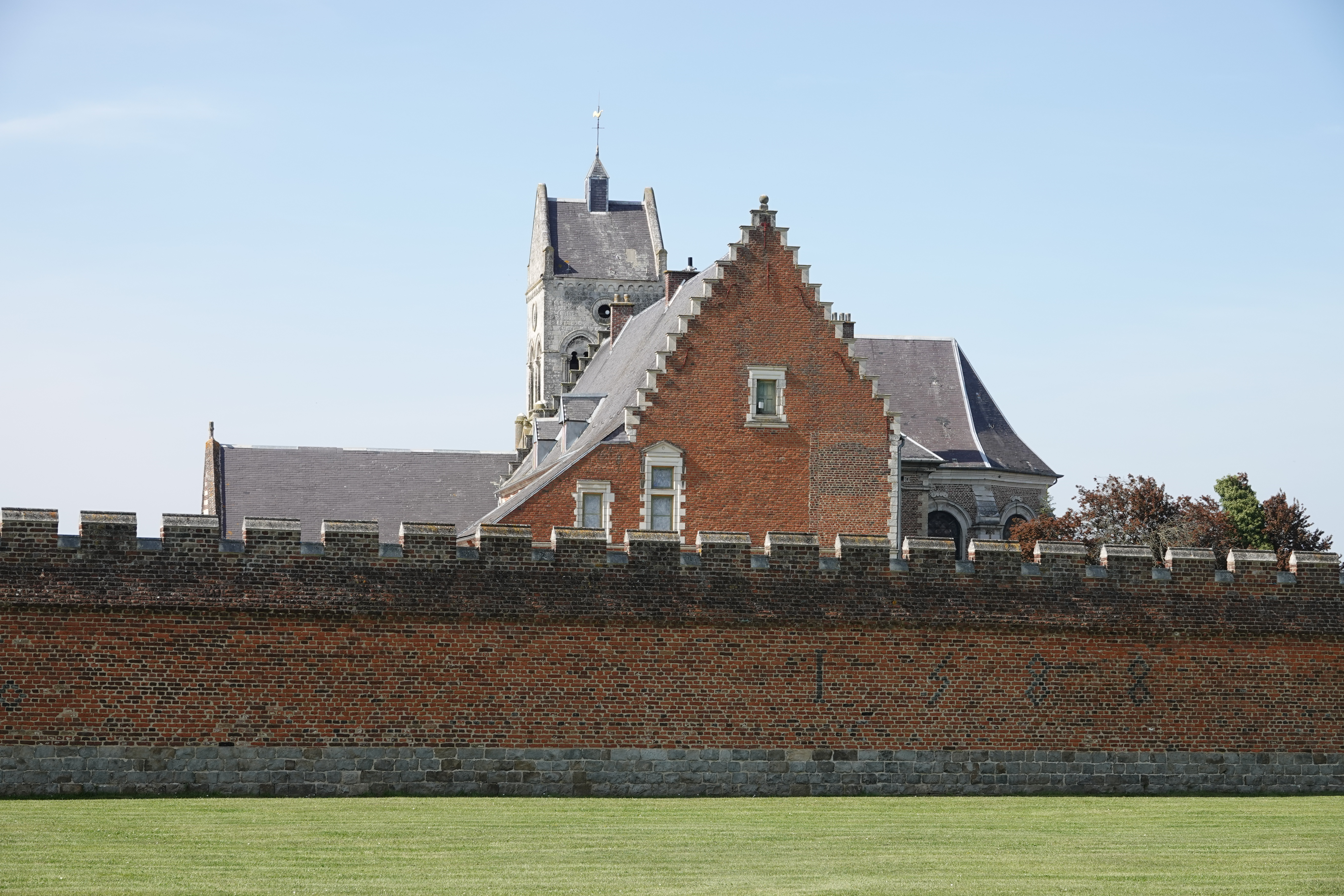
Ancienne prévoté de Labeuvrière à l'est de Béthune
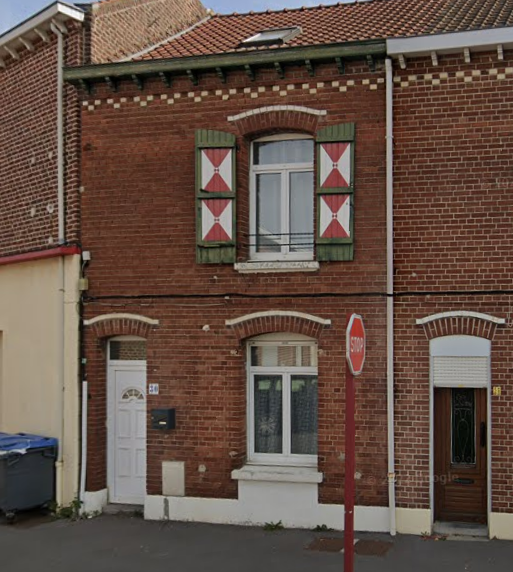
Maison traditionnelle flamande à Violaines à l'est de Béthune près de La Bassée

Le centre de la région, marquée par l'ancien bassin minier du Nord-Pas-de-Calais, est quant à lui marquée par une architecture urbaine et industrielle, et notamment l'architecture minière, les corons, autour de Lens, Hénin-Beaumont et Nœux-les-Mines.

### Classés au patrimoine mondial
Depuis 2005, dix-sept beffrois de la région Nord-Pas-de-Calais sont classés comme patrimoine mondial de l'UNESCO. Depuis la même année, les géants et dragons processionnels de Belgique et de France sont classés patrimoine culturel immatériel de l'humanité également à l'UNESCO.
En 2008, la citadelle d'Arras est classée comme patrimoine mondial dans la catégorie des fortifications de Vauban. Depuis le 30 juin 2012, une partie du patrimoine architectural et naturel subsistant du bassin minier du Nord-Pas-de-Calais est classé au patrimoine mondial de l'UNESCO.

## Langues régionales
On trouve deux langues régionales parlées dans la région Nord-Pas-de-Calais :
- le picard, avec ses variantes dialectales comme le ch'ti ou ch'timi (Lille), ou rouchi (Valenciennes), l'Artésien rural (Arras, Houdain), ou tout simplement « patois ». C'est en référence à ce « patois » que les habitants du Nord-Pas-de-Calais sont parfois appelés Ch'tis ;
- le flamand occidental (ou Flamand français), dans une partie de la Flandre française, c'est-à-dire dans la partie du département du Nord correspondant à l'arrondissement de Dunkerque, de la Lys à la mer du Nord parlé par environ 20 000 personnes ;

## Emblèmes

### Identité visuelle traditionnelle
Le blason de l'ancien comté de Flandre est parfois utilisé pour représenter de manière officieuse le Nord-Pas-de-Calais. Il apparaît sur l'uniforme des gendarmes de la région.
L'origine du blason reste floue mais Philippe Wielandt chancelier de Flandre a donné au XVIe siècle deux explications de la présence du lion dans les armes de Philippe d'Alsace, comte de Flandre entre 1157 et 1191. La première est celle où Philippe d'Alsace aurait pris les armes de Nobilion d'Abilène pendant la troisième croisade. La seconde est une alliance faite avec d'autres comtes et ducs afin de reconquérir la Terre sainte lors de cette même croisade.

Blason coutumier de la région Nord-Pas-de-Calais, et insigne officiel de la gendarmerie.
Drapeau armorié, déclinaison du blason.

### Identité visuelle du conseil régional
Depuis sa création en 1982, le logo du conseil régional représente un cœur et un beffroi. En plus d'être le symbole universel de l'amour et de l'amitié, le cœur exprime ici la générosité, l'accueil et la chaleur humaine des habitants du Nord-Pas-de-Calais. La couleur jaune symbolise la jeunesse et le soleil. Le beffroi est quant à lui le signe particulier de la région, son relief et son histoire. Les couleurs jaune et bleue furent ajoutées en 1993 et montrent la volonté du conseil de se tourner vers l'Europe et notamment vers la Banane bleue dont la région fait partiellement partie.

Premier logo de la région, de 1982 à 1993.
Logo de la région de 1993 à 2007.
Logo de la région de 2007 à 2014.
Logo de la région de septembre 2014 à la fusion le 1er janvier 2016.